# ویلیام آدامز (دریانورد)
ویلیام آدامز (به انگلیسی: William Adams؛ ۲۴ سپتامبر ۱۵۶۴ – ۱۶ مهٔ ۱۶۲۰) که در ژاپن بیشتر با نام میئورا آنجین (به ژاپنی: 三浦 按針) شناخته می‌شود، دریانورد و تاجر انگلیسی بود. او دریانوردی را از کودکی آغاز کرد و بعدها به عضویت نیروی دریایی پادشاهی بریتانیا درآمد. آدامز نخستین ناوبر انگلیسی بود که در سال ۱۶۰۰ به ژاپن رسید. آدامز این سفر را در یک کشتی تجاری به نام لیفده، تحت فرماندهی یاکوب کوارناک انجام داد. این تنها کشتی از پنج کشتی اعزام‌شده برای یک سفر اکتشافی بود که توسط شرکتی متشکل از بازرگانان روتردام (شرکت وور، یا سلف کمپانی هند شرقی هلند) تأمین مالی شده بود و توانست به ژاپن برسد. بلافاصله پس از ورود آدامز به ژاپن، او مشاور کلیدی شوگون توکوگاوا ایه‌یاسو شد. آدامز و یان یوستن فان لودنشتاین در ژاپن ماندگار شدند و در میان نخستین افراد غربی که عنوان سامورایی را دریافت کردند، از آن‌ها نام برده می‌شود. آدامز همواره به ایه‌یاسو در مورد روش‌های نفوذ اسپانیایی‌ها هشدار می‌داد و به عنوان یکی از تأثیرگذارترین خارجی‌ها در دوره ادو در ژاپن شناخته می‌شود.
شمار اندکی از کسانی که به این سفر اکتشافی روانه شده بودند، زنده به ژاپن رسیدند. در این زمان، هلند متحد انگلستان علیه اسپانیا بود. از طرف دیگر، هلند به طرفداری از پروتستانتیسم در شورشی که به نام جنگ هشتادساله یا «شورش هلند» معروف است، در حال نبرد با اسپانیا بود. آدامز زیر نظر توکوگاوا ایه‌یاسو ساخت نخستین کشتی‌های به سبک غربی را در ژاپن هدایت کرد. او بعداً موافقت ژاپن را برای تأسیس کارخانه‌های تجاری توسط هلند را به‌دست آورد. آدامز در روابط بین بریتانیا، هلند و ژاپن نقش مهمی ایفا نمود و انگلیس با میانجی‌گری او مانند هلندی‌ها یک پست تجاری در هیرادو ایجاد کرد. مقامات ژاپن برای بیش از یک دهه به آدامز و دوستش یان یوستن فان لودنشتاین اجازه خروج از کشور را ندادند؛ او اگرچه در سال ۱۶۰۵ اجازه بازگشت به انگلستان را گرفت اما به میل خود تصمیم گرفت در ژاپن بماند. او به‌شدت در تجارت با کشتی‌های دارای مجوز آسیایی ژاپن فعال بود و به‌عنوان کاپیتان، چهار سفر اکتشافی به جنوب شرقی آسیا انجام داد و در سن ۵۵ سالگی در ژاپن درگذشت.
از آغاز سده نوزدهم، رمان‌های بسیاری بر اساس زندگی ویلیام آدامز نوشته شد. او مدل شخصیت جان بلکتورن در رمان پرفروش شوگون (۱۹۷۵) نوشتهٔ جیمز کلیول است. همچنین در سال ۱۹۸۰ از این رمان دو سریال کوتاه تلویزیونی به نام شوگون (۱۹۸۰) و شوگون (۲۰۲۴) اقتباس شده است.

## اوایل زندگی
آدامز ۲۴ سپتامبر ۱۵۶۴، در گیلینگهام، کنت، واقع در جنوب شرقی انگلستان متولد شد. در هنگام درگذشت پدرش تنها دوازده سال داشت و سپس برای یادگیری دریانوردی در لایم هاوس در شرق لندن نزد یک استاد کشتی‌سازی شاگرد شد. آدامز دوازده سال بعدش را صرف یادگیری کشتی‌سازی، اخترشناسی و ناوبری کرد و کارآموزی خود را در سال ۱۵۸۸ به اتمام رساند. سپس به نیروی دریایی پادشاهی بریتانیا وارد شد. به غیر از زبان انگلیسی او می‌توانست به زبان‌های هلندی و پرتغالی هم ارتباط برقرار کند.
در دوره سلطنت الیزابت یکم (۱۵۵۸–۱۶۰۳ میلادی)، کشورهای انگلستان و هلند رقابت مشترکی با اسپانیایی‌ها داشتند. ملکه الیزابت به دریانوردان هلندی اجازه داد تا برای بازسازی کشتی‌ها و استراحت به رودخانه تیمز بروند و در اواخر سلطنت خود در واقع نیروهای انگلیسی را به هلند فرستاد تا به هلندی‌ها در مبارزه برای استقلال کمک کنند.
در حالی که انگستان در حال جنگ با اسپانیا بود، آدامز در نیروی دریایی سلطنتی تحت فرماندهی سر فرانسیس دریک خدمت کرد. او در سال ۱۵۸۸ در سن ۲۴ سالگی، در نبرد علیه ناوگان اسپانیایی آرمادا در کشتی «ریچارد دیفیلد»، یک کشتی تدارکاتی که مسئول انتقال مهمات و مواد غذایی برای ناوگان انگلیسی بود، نخستین مأموریت خود را انجام داد.
آدامز در ۲۰ اوت ۱۵۸۹ با مری هین در کلیسای محلی سنت دانستان، استپنی ازدواج کرد. آن‌ها صاحب دو فرزند شدند: یک پسر به نام «جان» که در خردسالی درگذشت و یک دختر به نام «دلیورنس». مدتی بعد، آدامز در یک شرکت باربری ناوبر شد.

## سفر به شرق آسیا

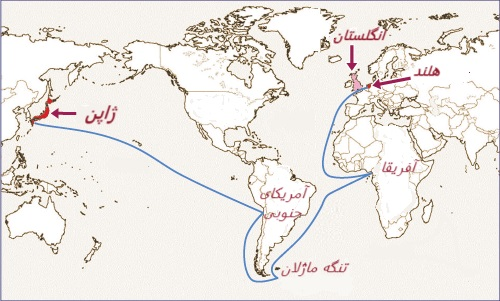
نقشه حرکت کشتی لیفده از روتردام در هلند تا ژاپن. این سفر از ۲۴ ژوئن سال ۱۵۹۸ از روتردام آغاز شد و بعد از ۲۲ ماه، در ۱۹ آوریل ۱۶۰۰ با رسیدن به کیوشو در جنوب ژاپن به پایان رسید.

آدامز در سفرهای خود با دریانوردان و بازرگانان هلندی زیادی دیدار کرده بود و دوستان هلندی بسیاری داشت. او در یکی از سفرهایش، شایعاتی را در مورد نقشه هلندی‌ها برای فرستادن ناوگان بزرگ به جزایر ادویه شنید. خبر این بود که پنج کشتی از پیش در روتردام آماده شده بودند. این ناوگان به ناوبری با تجربه نیاز داشت که بتواند در اقیانوس اطلس و اقیانوس آرام حرکت کند. از آنجایی که او دارای تجربه کافی بود و همچنین به چند زبان تسلط داشت، استخدام او با مشکلی روبرو نشد. برادر او «توماس» نیز در این سفر با او همراه بود. برادران آدامز از تسل با یک کشتی کوچک به طرف روتردام حرکت کردند و در ۲۴ ژوئن به بقیه ناوگان ملحق شدند. به این ترتیب در سن ۳۴ سالگی و در سال ۱۵۹۸ به عنوان ناوبر ارشد ۵ کشتی که توسط شرکتی متشکل از بازرگانان روتردام (شرکت وور، یا سلف کمپانی هند شرقی هلند) بودجه آن تأمین می‌شد، از روتردام در هلند به طرف شرق آسیا حرکت کرد. این ۵ کشتی موارد زیر بودند:
- «هوپ» (امید)، با ۱۳۰ خدمه، ویلیام در ابتدا سوار این کشتی شد. تحت فرماندهی ژاک ماهو (متوفی ۱۵۹۸). پس از او سیمون د کوردز، فرماندهی را در دست گرفت. کشتی در ۲۳ فوریه در نزدیکی جزایر هاوایی غرق شد.
- «لیفده» (عشق)، با ۱۱۰ خدمه، تحت فرماندهی سیمون د کوردز، نفر بعدی فرماندهی گورت ون بونینگن بود و در نهایت با فرماندهی یاکوب کوارناک جانشین شد. این تنها کشتی‌ای بود که به ژاپن رسید.
- «هروف» (ایمان)، با ۱۰۹ خدمه، زیر نظر گورت ون بونینگن، و در پایان، سبالت دو ورت. تنها کشتی که به روتردام بازگشت.
- «ترائوو» (وفاداری)، با ۸۶ خدمه، برادر ویلیام در این کشتی قرار گرفت. نخست تحت فرماندهی جوریان ون بوخوت (متوفی ۱۵۹۹) و سرانجام، بالتازار د کوردز. این کشتی توسط اسپانیایی‌ها در تیدور ضبط شد.
- «بلایده بوتسخاب» (خبر خوب)، با ۵۶ خدمه، تحت فرماندهی سبالت دو ورت، و بعدها، با فرماندهی دیرک گریتز پومپ در والپارایسو توقیف شد.[۱۲]

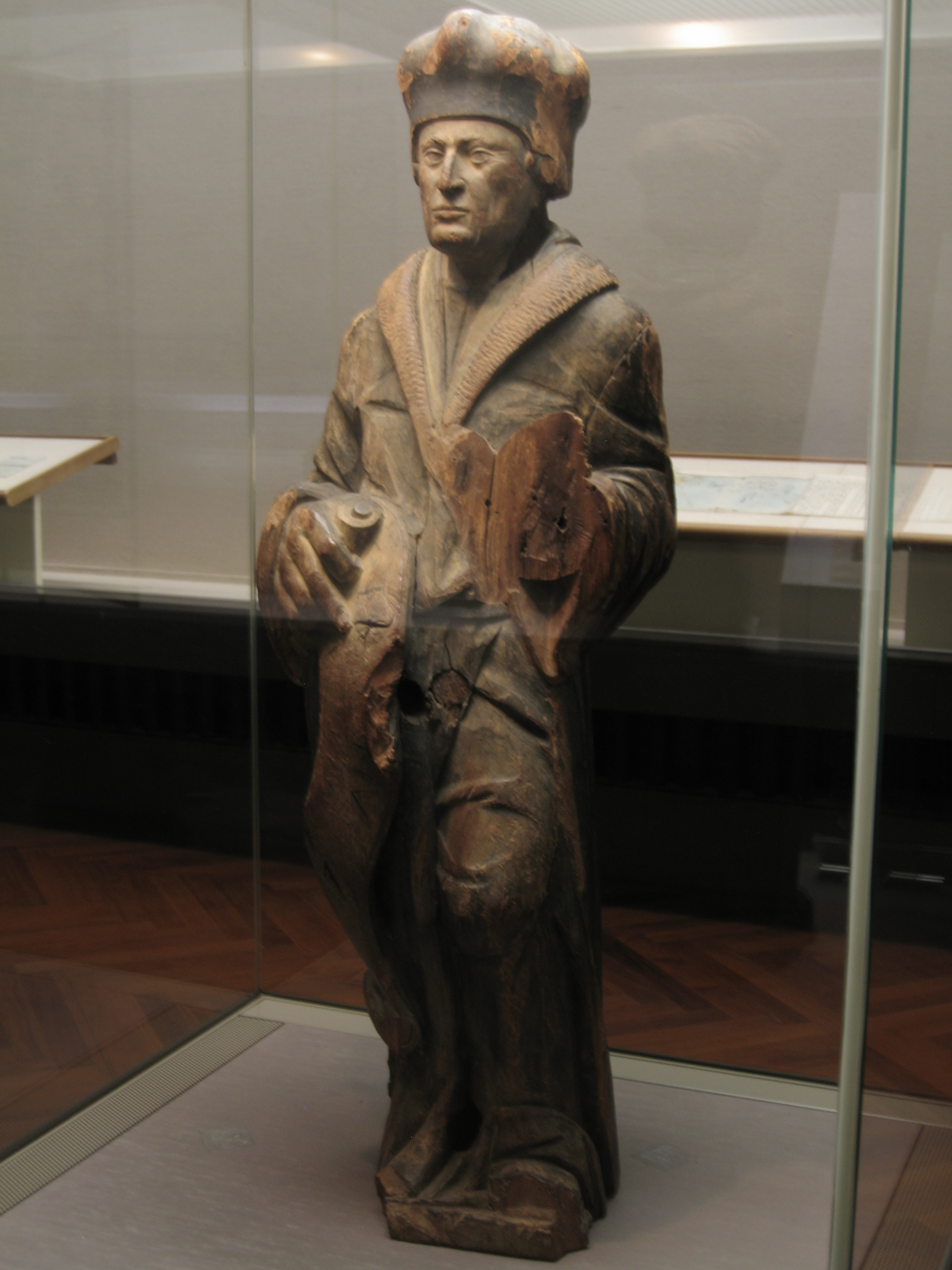
تندیس چوبی دسیدریوس اراسموس که از بدنه کشتی لیفده جدا شده و امروزه در موزه ملی توکیو نگهداری می‌شود.

نام اصلی کشتی لیفده در ابتدا «اراسموس» بود : ۱۵  و کشتی با یک تندیس چوبی از دسیدریوس اراسموس (فیلسوف و ادیب هلندی) که در پشت بدنه کشتی نصب شده بود، تزئین شده بود. در طول این سفر، آدامز نام کشتی را به «لیفده» تغییر داد. این تندیس در معبد ریوکو-این بودیسم در سانو، توچیگی، استان توچیگی نگهداری می‌شد و در دهه ۱۹۲۰ به موزه ملی توکیو منتقل شد.

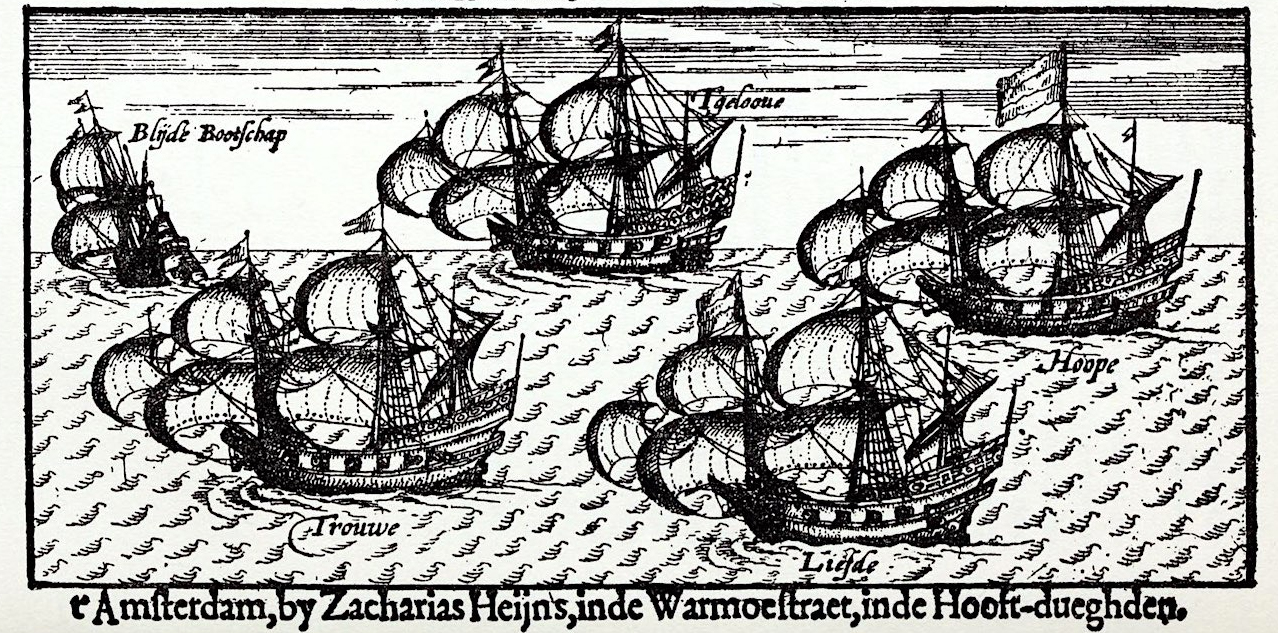
نگاره‌ای از پنج کشتی انگلیسی از چپ به راست: بلایده بوتسخاب، ترائووه، هروف، لیفده و هوپ، نقاشی‌شده در سده ۱۷ میلادی

این سفر به یک فاجعه تبدیل شد. آنها به‌عنوان یک ناوگان سازمان‌یافته حرکت کردند و کشتی‌ها در ششم آوریل ۱۵۹۹ به تنگه ماژلان رسیدند اما پس از آن از هم جدا شدند. بعد از عبور از تنگه، برادران ویلیام و توماس به لیفده منتقل شدند. در حالی که کشتی ترائوو که توماس در ابتدا در آن کشتی وارد شده بود، به پرتغال رفت و توسط اسپانیایی‌ها ضبط شد. بلایده بوتسخاب نیز که به پرتغال رفته بود، توقیف شد. کشتی هروف از ادامه کار منصرف شد و به روتردام بازگشت. در حالی که تنها دو کشتی دیگر در تلاش برای عبور از اقیانوس آرام بودند، هوپ نیز غرق شد و لیفده به عنوان تنها کشتی باقی‌مانده به سفر ادامه داد. علاوه بر این، اسهال خونی و اسکوربوت در سرتاسر بنادری که برای تأمین مواد غذایی توقف می‌کردند، شیوع پیدا کرد و در معرض حملات هندی‌ها قرار گرفتند که باعث شد ملوانان را یکی پس از دیگری از دست بدهند. خدمه آن که در زمان حرکت ۱۰۹ نفر بودند، تا زمان رسیدن به ژاپن به ۲۴ نفر کاهش یافت. در این سفر برادر آدامز، توماس در یک برخورد خشونت‌آمیز با مردم بومی قاره آمریکا جان خود را از دست داد.

## ورود به ژاپن

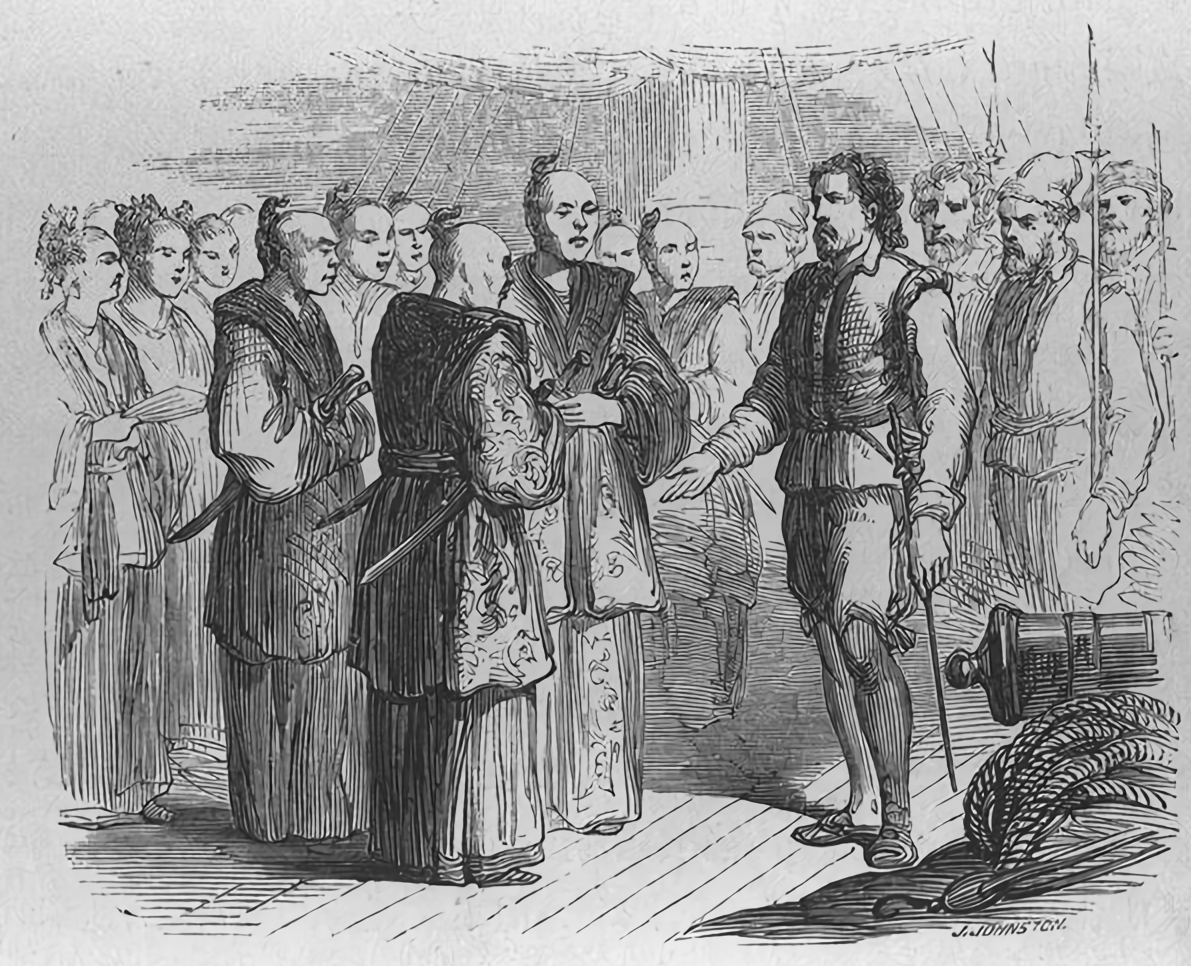
نگاره‌ای از گفت و گوی ویلیام آدامز با یک دایمیو (ارباب فئودال) و همراهان او

در ۱۹ آوریل ۱۶۰۰، برابر با روز شانزدهم از ماه سوم کیچو، پس از بیش از ۲۲ ماه سفر دریایی، کشتی «لیفده» در جزیره کوروشیما، ولایت بونگو (امروزه اوسوکی، استان اوئیتا) ژاپن به ساحل نشست و به این ترتیب خدمه‌ای متشکل از ۲۴ مرد بیمار و در حال مرگ توانستند به ژاپن برسند. زمانی که کشتی به ساحل رسید، تنها شش نفر از جمله آدامز قادر به راه رفتن بودند. سه نفر دیگر نیز در روز بعد از پهلو گرفتن کشتی جان خود را از دست دادند. لیفده نخستین کشتی هلندی بود که به ژاپن رسیده بود و آدامز هم نخستین انگلیسی بود که ژاپن را به چشم می‌دید. در آن زمان شرکای تجاری اصلی ژاپن پرتغالی‌ها بودند.
واقعه رسیدن این کشتی شش ماه پیش از نبرد سکیگاهارا بود. خدمه آن چنان ضعیف و بیمار بودند که زمانی که مردم اوسوکی برای سرقت محموله سوار کشتی می‌شدند، نتوانستند در برابر آنها مقاومت کنند. روز بعد، مقامات فرستاده شده توسط اوتا کازویوشی، ارباب قلعه اوسوکی، کشتی را بررسی کردند. کازویوشی به این کشتی شک داشت؛ زیرا کشتی مملو از مقدار زیادی سلاح از جمله نوزده توپ جنگی بود و در ظاهر به یک کشتی جنگی شباهت داشت.
در همان روز، یک یسوعی به اوسوکی رسید؛ زیرا شنیده بود که یک کشتی خارجی وارد شده است. آنها ابتدا فکر می‌کردند یک کشتی اسپانیایی به ساحل رسیده است اما وقتی با خدمه ملاقات کردند، متوجه شدند که هلندی هستند. یسوعی‌ها بلافاصله به سمت قلعه اوسوکی حرکت کردند و به کازویوشی گفتند: «این کشتی یک کشتی دزدان دریایی است و ملوانان باید فوراً اعدام شوند.» یسوعیان در ناگاساکی نیز نامه‌ای به قاضی ترازاوا هیروتاکا نوشتند و شکایت کردند که «این کشتی که پهلو گرفته است، کشتی دزدان دریایی است و ملوانان آن دشمن پرتغالی‌ها و همه مسیحیان هستند.» قاضی ترازاوا هیروتاکا که گزارش دادستان و نامه یسوعی‌ها را دریافت کرد، مطالب را خلاصه کرد و گزارش آن را برای توکوگاوا ایه‌یاسو که در قلعه اوساکا بود، فرستاد و تصمیم‌گیری در مورد این موضوع را به او سپرد. پس از مرگ تویوتومی هیده‌یوشی حدود دو سال پیش، ایه‌یاسو، که پرقدرت‌ترین دایمیو در شورای حکمرانی پنج بزرگان بود، قدرت خود را تقویت کرده و در واقع مدیریت دولت را در قلعه اوساکا بر عهده داشت. وضعیت سیاسی ژاپن در این دوره به‌شدت ناپایدار بود. در همین حین، اطلاعاتی مبنی بر ورود یک کشتی جنگی مرموز به ایه‌یاسو رسید و او تصمیم گرفت خودش شخصاً موضوع را بررسی کند.
در نهمین روز پس از گیر افتادن در ساحل، آدامز به جای ناخدای بیمار و برای بازجویی طولانی توسط قدرتمندترین ارباب ژاپن توکوگاوا ایه‌یاسو که دایمیوی ادو بود به قلعه اوساکا احضار شد. او که نقشه‌های دریایی را از سرتاسر دنیا در اختیار داشت، به توکوگاوا ایه‌یاسو نشان داد و مسیری را که طی کرده بود، توضیح داد. به ایه‌یاسو گفته شده بود که آدامز باید اعدام شود؛ زیرا آن‌ها دزدان دریایی هستند اما دانش نوی آدامز در مورد کشتی، کشتی‌سازی و ریاضیات موجب شد که ایه‌یاسو در مورد حکم اعدام او تجدید نظر کند و همهٔ آن‌ها را آزاد کرد. در این جلسه، آدامز با کمک یک مترجم به زبان پرتغالی برای ایه‌یاسو توضیح داد که اسپانیا و پرتغال که مبلغان مسیحی را به ژاپن اعزام می‌کنند، با انگلیس و هلند در حال جنگ هستند. همچنین بالاخره مشخص شد که چرا کشتی آنها مسلح بوده است؛ او شرح داد که ناوگان‌شان مجبور شده از آب‌های تحت کنترل کشورهای متخاصم اسپانیا و پرتغال عبور کند. ایه‌یاسو تنها چیزی که می‌دانست، این بود که اسپانیایی‌ها آمریکا و فیلیپین را مستعمره کرده‌اند. دو روز بعد، ایه‌یاسو دوباره آدامز را احضار کرد و پرسش‌های بیشتری در مورد وضعیت جهان مطرح کرد. اگرچه به نظر می‌رسید آدامز مورد علاقه ایه‌یاسو واقع شده است اما پس از آن بیش از یک ماه احضاریه دریافت نکرد و در این مدت آدامز و دیگران در حبس خانگی بودند. آدامز بعداً نوشت: «در این مدت تقریباً هر روز فکر می‌کردم که به صلیب کشیده خواهم شد.» در واقع، در این مدت، یسوعی‌ها به فرستادن درخواست برای اعدام از ایه‌یاسو و دستیارانش ادامه دادند و گفتند: «اگر به ملوانان لیفده اجازه زندگی بدهید، برای ایه‌یاسو و ژاپن آسیب و ضرر در پی خواهد داشت.» این رویکرد به نظر ایه‌یاسو مشکوک رسید و نتیجه معکوس داشت و منجر به بی‌اعتمادی فزاینده او نسبت به یسوعی‌ها شد.
وقتی به حضور امپراتور آمدم، او مرا خوب دید و به نظر می‌رسید که به طرز شگفت‌انگیزی مطلوب است. او با زبان نشانه سعی داشت با من صحبت کند که برخی از آن‌ها را فهمیدم و برخی را نفهمیدم. در پایان، یکی آمد که می‌توانست پرتغالی صحبت کند. به وسیله او، امپراتور از من خواست که بگویم اهل چه سرزمینی هستم و چه چیزی ما را بر آن داشته که در حالی که اینقدر از هم دور بودیم، به سرزمین او بیاییم. من کشورمان را به او معرفی کردم و گفتم که سرزمین ما از دیرباز در جستجوی هند شرقی بوده و دوستی با همه پادشاهان و صاحبان قدرت در راه تجارت داشته و گفتم که در سرزمین ما کالاهای متنوعی وجود دارد که این سرزمین‌ها آن را ندارند. بعد پرسید آیا کشور ما جنگ داشته است؟ من به او پاسخ دادم بله، با اسپانیایی‌ها و پرتغالی‌ها جنگ داشته اما ما با همه ملت‌های دیگر در صلح هستیم. به علاوه، از من پرسید که من به چه چیزی اعتقاد دارم؟ گفتم به خدا که آسمان و زمین را آفرید. او از من سؤالات متنوع دیگری در مورد مسائل ادیان و بسیاری چیزهای دیگر پرسید. پرسید از چه راهی به کشورش آمدیم. با داشتن نموداری از کل دنیا، طریق تنگه ماژلان را به او نشان دادم که او تعجب کرد و فکر کرد که من دروغ می‌گویم؛ بنابراین، صحبت ما از چیزی به چیز دیگر کشیده می‌شد و تا نیمه‌های شب نزد او ماندم…— از نامهٔ ویلیام آدامز به همسرش
باید توجه داشت که آدامز از توکوگاوا ایه‌یاسو در نامه‌هایش به عنوان «امپراتور» یاد می‌کند که درست نیست. ایه‌یاسو یک در آن زمان یک دایمیو (ارباب فئودالی) بود که بعداً به نخستین شوگون از شوگون‌سالاری توکوگاوا تبدیل شد. در این زمان امپراتور ژاپن، امپراتور گو-یوزی بود.
آدامز نوشت که ایه‌یاسو درخواست یسوعی‌ها برای اعدام او را رد کرد؛ به این دلیل که:
ما هنوز به او و به هیچ‌یک از سرزمین‌هایش آسیبی نرسانده بودیم؛ بنابراین، برخلاف عقل یا عدالت بود که ما را به قتل برساند. اگر کشورهای ما یکی با دیگری در جنگ بودند، دلیلی نبود که او ما را به قتل برساند. آنها در دل خود بی‌خبر بودند که اقدام بی‌رحمانهٔ آنها را ناکام گذاشت. که خداوند برای همیشه ستوده باشد.— از نامهٔ ویلیام آدامز به همسرش

### همراهان آدامز

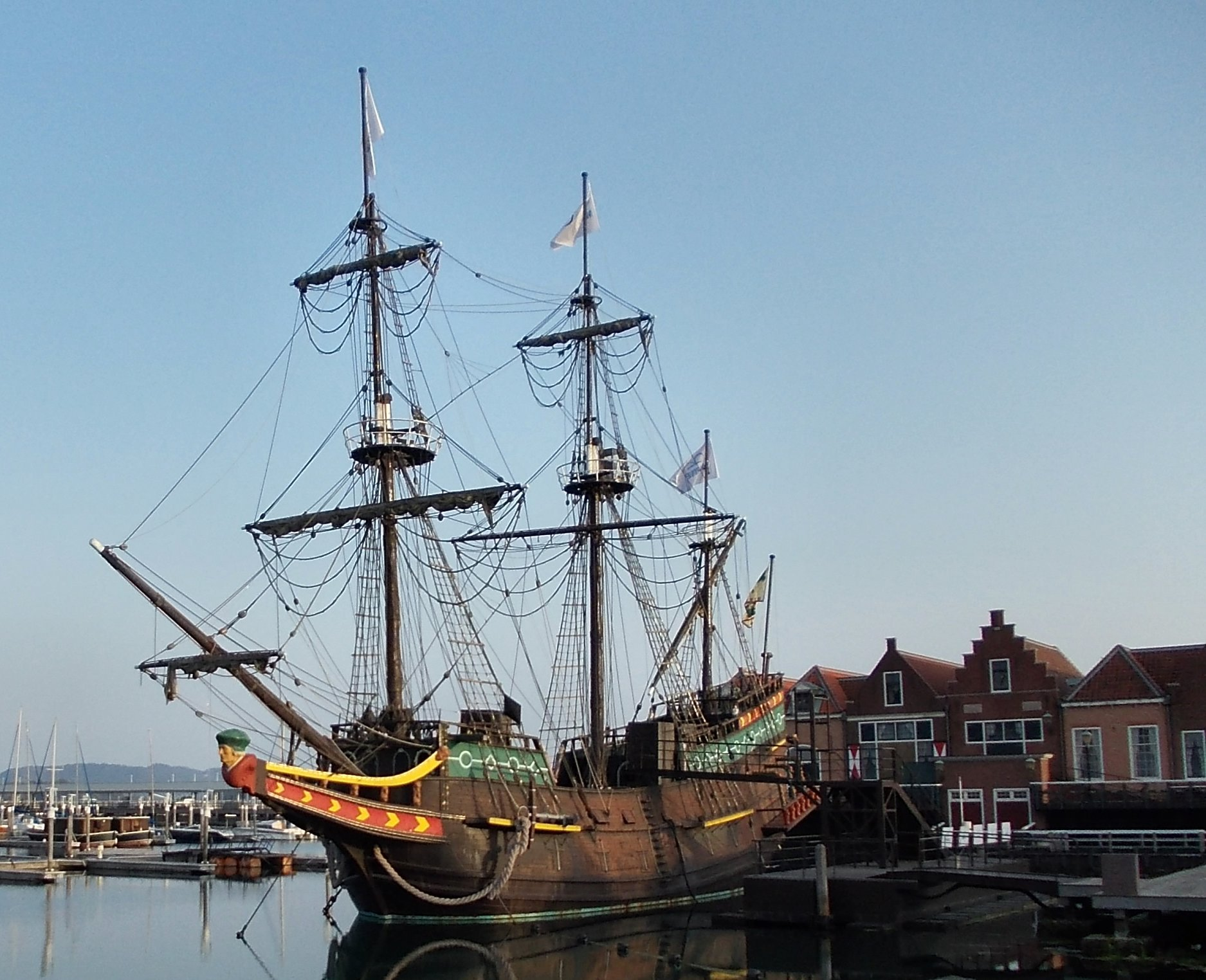
ماکتی از کشتی لیفده که در شهربازی هاوس تن بوس در استان ناگاساکی به نمایش گذاشته شده است.

طبق برخی از گزارش‌ها، چهار نفر دیگر در سال ورود خود به ژاپن جان خود را از دست داده‌اند. ۱۴ نفری که جان سالم به در بردند، تا سال ۱۶۰۵، یعنی پنج سال پس از ورودشان، در ژاپن زندگی می‌کردند.
به بازماندگان دیگر کشتی لیفده نیز اجازه داده شد تا آزادانه به تجارت خارجی بپردازند. در سال ۱۶۰۵ بسیاری از بازماندگان کشتی لیفده ژاپن را با کمک از دایمیوی هیرادو ترک کردند. همراهان آدامز ملخیور فان سانتفورت و یان یوستن فان لودنشتاین در ژاپن باقی ماندند و درگیر تجارت بین ژاپن و جنوب شرقی آسیا شدند و ثروت بسیاری از این راه به دست آوردند.
آدامز و یان یوستن فان لودنشتاین در ژاپن مستقر شدند و در میان نخستین افراد غربی که عنوان سامورایی را دریافت کردند، از آنها نام برده می‌شود.

## ارتباط با توکوگاوا ایه‌یاسو
در طی پنج سال نخست اقامت آدامز، دگرگونی‌های عمده‌ای در وضعیت ژاپن و هلند رخ داد. توکوگاوا ایه‌یاسو در نبرد سکیگاهارا پیروز شد و سه سال بعد به نخستین شوگون تبدیل شد. در سال ۱۶۰۵، ایه‌یاسو عنوان شوگونی را به پسرش توکوگاوا هیده‌تادا سپرد و در همان سال شوگون‌سالاری توکوگاوا تأسیس شد. ایه‌یاسو در ظاهر خود را بازنشسته کرد اما در واقع تا هنگام مرک در شهر سونپو به عنوان قدرت اصلی سیاست کشور را اداره می‌کرد.

### همکاری در نبردهای داخلی به نفع ایه‌یاسو
نبرد سکیگاهارا شش ماه بعد از ورود آدامز اتفاق افتاد. اسناد تاریخی از یسوعی‌ها (انجمن عیسی) وجود دارد که نشان می‌دهد هلندی‌ها به عنوان توپچی در این نبرد شرکت کردند. با این حال، هیچ سند تاریخی ژاپنی برای تأیید این ادعا وجود ندارد. علاوه بر این، خود آدامز چیزی در این مورد ننوشته است؛ بنابراین، بعید است که هلندی‌ها واقعاً برای نبرد سکیگاهارا بسیج شده باشند. در عوض، هلندی‌ها بعداً از طریق یان یوستن فان لودنشتاین یکی دیگر از بازمانده‌های لیفده، برای محاصره اوساکا در سال‌های ۱۶۱۴ و ۱۶۱۵ میلادی به ایه‌یاسو توپ و مهمات ارائه کردند. از این نظر، خدمه لیفده برای ایه‌یاسو بسیار مفید بودند.

### مشاور، مترجم و مذاکره‌کننده
زمانی که آدامز و ایه‌یاسو با هم آشنا شدند، در اواخر دوره تجاری نانبان دو نوع اروپایی وارد آب‌های شرق آسیا شده بودند: ایبری‌ها (پرتغالی و اسپانیایی) و اروپایی‌های شمالی (انگلیسی و هلندی) که پروتستان بودند و برخلاف ایبری‌ها دغدغه تبلیغ مسیحیت را نداشتند. در این شرایط بین‌المللی، ایه‌یاسو در نبرد سکیگاهارا در ژاپن پیروز شد. او ضمن تحکیم پایه‌های حکومت داخلی خود، شروع به کشف روابط جدید با کشورهای خارجی کرد. ایه‌یاسو با توجه به اینکه اسپانیایی‌ها که در این زمان با موفقیت در قاره آمریکا استخراج معدن انجام می‌دادند، امیدوار بود که فناوری و دانش لازم برای بهره‌برداری بهتر از منابع نقره و طلای ژاپن را از آنان به دست آورد.
آدامز هم آرزو داشت به انگلستان بازگردد اما ایه‌یاسو برای مدت طولانی با این درخواست او موافقت نکرد. ایه‌یاسو او و همکارش یان یوستن فان لودنشتاین را زیردستان خود قرار داد؛ آن‌ها را به عنوان مترجم در امور دیپلماتیک استخدام کرد و نقش مشاور را به آن‌ها سپرد. آدامز پس از چند سال همراه با یادگیری زبان ژاپنی، به عنوان مترجم رسمی شوگون جایگزین کشیش ژواو رودریگز شد.

### تدریس دانش غربی به ایه‌یاسو
ایه‌یاسو چنان تحت تأثیر دانش آدامز، به ویژه در مورد کشتی‌ها و کشتی‌سازی قرار گرفت که او را به یکی از معتمدان خود تبدیل کرد. آدامز ابتدا به نام «آنجین» که در زبان ژاپنی به معنی «سکاندار» است و به ناوبری اطلاق می‌شود که با نگاه کردن به یک سوزن مغناطیسی مسیر را تعیین می‌کند، خوانده می‌شد. بعدها با نام «میئورا آنجین» خوانده شد. «میئورا» اشاره به شبه‌جزیره میئورا در استان کاناگاوا دارد. در اثر علاقه‌ای که ایه‌یاسو به آدامز پیدا کرده بود، او به عنوان مشاور دیپلماتیک و تجاری ایه‌یاسو منصوب شد. او به ایه‌یاسو علوم غربی مانند هندسه، جغرافیا و فناوری کشتی‌سازی را تدریس می‌کرد. در نهایت، آدامز مشاور شخصی ایه‌یاسو در مورد تمام موضوعات مربوط به قدرت و تمدن غربی شد.

### ساخت نخستین کشتی‌های بادبانی به سبک غربی در ژاپن
در سال ۱۶۰۴، توکوگاوا به آدامز و همراهانش دستور داد تا با موکای تاداکاتسو که فرمانده نیروی دریایی در اوراگا بود، نخستین کشتی به سبک غربی را در ژاپن بسازند. در بندر ایتو، شیزوئوکا در سواحل شرقی شبه‌جزیره ایزو، با استفاده از نجاران محلی یک کشتی ۸۰ تنی ساخته شد و جهت بررسی در سواحل ژاپن مورد استفاده قرار گرفت. شوگون دستور داد یک کشتی بزرگ‌تر ۱۲۰ تنی در سال بعد ساخته شود. این کشتی جدید کمی کوچکتر از لیفده بود که ۱۵۰ تنی بود. با توجه به گفته آدامز، توکوگاوا برای نظاره کشتی جدید آمد و بسیار از حاصل کار راضی و خشنود بود. در سال ۱۶۱۰، این کشتی ۱۲۰ تنی (بعدها به نام سان بوئنا ونتورا) به ملوانان اسپانیایی قرض داده شد. آنها با این کشتی به همراه بیست و دو ژاپنی که جهت انجام مأموریت زیر نظر تاناکا شوسوکه بودند، عازم مکزیک شدند. پس از ساخت این دو کشتی ایه‌یاسو از آدامز دعوت کرد که هر زمان که مایل باشد، برای دیدار او به محل اقامتش بیاید.

### دلجویی ایه‌یاسو
با اینکه آدامز همسری به نام مری هین و همچنین دختری داشت که در انگلستان بودند، اما ایه‌یاسو او را از ترک ژاپن منع کرد. دو شمشیر که نشان‌دهندهٔ اقتدار یک سامورایی بود، به او اهدا شد. ایه‌یاسو فرمان داد که از این پس «ویلیام آدامز» دریانورد مرده است و یک سامورایی با نام «میئورا آنجین» متولد شده است. به گفته او، این اقدام آدامز را «آزاد» کرد تا به‌طور دائم به شوگون‌سالاری خدمت کند و عملاً همسر آدامز در انگلیس را بیوه کرد. همچنین به آدامز لقب «هاتاموتو» داده شد که موقعیتی با اعتبار بالا به عنوان ملازم‌های ارشد در حکمرانی شوگون بود.
همچنین ایه‌یاسو برای دلداری از او برای رد درخواست بازگشت به کشورش به او امتیازاتی اهدا کرد:
«برای خدماتی که روزانه انجام داده‌ام و انجام می‌دهم و در خدمت امپراتور (ایه‌یاسو) بودم، امپراتور به من روزی داد.»
 «تیولی در همی (در محدوده امروزی یوکوسوکا، کاناگاوا)، با هشتاد یا نود کشاورز، که رعیت یا خدمتکاران من هستند، به من اهدا شد.»
 «دارایی‌ام ۲۵۰ ککو ارزش‌گذاری شد.»— از نامه‌های ویلیام آدامز
او سرانجام نوشت: «خداوند پس از آن مصیبت بزرگ، به من عنایت کرده است.» که منظور او سفر فاجعه‌باری بود که در ابتدا او را به ژاپن رساند.

## نقش در گسترش روابط ژاپن با جهان

### روابط با اسپانیا
با اینکه از زمان حکمرانی ایه‌یاسو، کشتی‌های تجاری همه ساله از طرف فیلیپین به ژاپن حمل و نقل می‌کردند، در سال ۱۶۰۶ مقام‌های اسپانیا در فیلیپین اسپانیا به‌علت فعالیت دزدان دریایی ژاپنی، دستور توقف حرکت کشتی‌های تجاری را به طرف ژاپن صادر کردند. دو سال بعد در سال ۱۶۰۸، آدامز برای گفتگو با فرماندار کل فیلیپین، رودریگو د ویورو، روانه این کشور شد و پس از حل مسائل مربوط به دزدان دریایی ژاپنی توسط ایه‌یاسو، روابط تجاری از سر گرفته شد.
در سال ۱۶۰۹، فرماندار کل فیلیپین، رودریگو د ویورو، با کشتی سان‌فرانسیسکو در راه بازگشت به کشورش مکزیک (بخشی از اسپانیای نو) بود که این کشتی در نزدیکی سواحل ژاپن دچار سانحه شد. رودریگو ۹ ماه در ژاپن به سر برد و با ایه‌یاسو ملاقات و گفتگو کرد. در این دیدار ایه‌یاسو، تمایل خود را به داشتن روابط تجاری با مکزیک و فیلیپین عنوان کرده و امنیت مبلغین مسیحی را تضمین کرد. همچنین از رودریگو همکاری دولت اسپانیا را جهت بهره بردن ژاپن از فن استخراج نقره اسپانیا را خواستار شد و از وی خواست که با فیلیپ سوم، شاه اسپانیا، اعزام ۵۰ نفر متخصص معدن را مطرح کند. در ازای آن رودریگو آزادی و امنیت برای فعالیت‌های کشیش‌های کاتولیک و ساخت کلیساهای جدید و همچنین اخراج هلندی‌ها را از ژاپن درخواست کرد. : ۲۶ 
پس از رسیدن رودریگو به مکزیک از طرف امپراتوری اسپانیا یک کاوشگر معروف بنام سباستین ویزکینو به ژاپن فرستاده شد. در ماه هفتم از سال ۱۶۱۱، ویزکینو با شوگون بازنشسته ایه‌یاسو ملاقات کرده و از وی اجازه گرفت تا در حین جستجوی برای پیدا کردن دو جزیره افسانه‌ای سرشار از طلا و نقره به نام «ریکو د اورو» و «ریکو د پلاتا» از سواحل ژاپن نیز نقشه‌برداری کند. ایه‌یاسو که از پیش برای مطرح شدن این درخواست آمادگی داشت، خواسته او را پذیرفت. : ۳۲ سپس ویزکینو به‌دلیل باز شدن دفتر تجاری کمپانی هند شرقی هلند در ژاپن ایه‌یاسو را مورد انتقاد قرار داده و اخراج هلندی‌ها را از ژاپن خواستار شد اما ایه‌یاسو به این درخواست جواب منفی داد و به او پاسخ داد که روابط با کشورهای دیگر امری مربوط به کشور ژاپن است و ارتباطی به اسپانیا ندارد. ویزکینو در پاسخ به او گفت: «اسپانیا پرقدرت‌ترین کشور جهان است و برای ژاپن بهتر است از اسپانیا تبعیت کند.» همچنین افزود: «رابطه تجاری با ژاپن برای اسپانیا اهمیتی ندارد آنچه برای اسپانیا مهم است، این است که ژاپنی‌های پیرو ادیان باطل [دیگر] را از آتش جاودان جهنم نجات بخشد و تنها راه نجات مردم پیرو ادیان دیگر، آموزش دین مقدس کاتولیک است.» این گفتگو خشم ایه‌یاسو را برانگیخت. همچنین ایه‌یاسو بر اساس گفتگوهایی که با فرماندار کل فیلیپین رودریگو انجام داده بود، در انتظار ورود ۵۰ نفر معدن‌کار بود؛ در حالی که ویزکینو حتی یک معدن‌کار را نیز همراه خود به ژاپن نیاورده بود. پس از روانه شدن ویزکینو برای نقشه‌برداری از سواحل ژاپن ایه‌یاسو از ویلیام آدامز خواست تا نظرش را در مورد گفته‌های ویزکینو اعلام کند. ویلیام آدامز گفت: «سیاست اسپانیا بر این منوال است که ابتدا مبلغان یسوعی‌ها (انجمن عیسی) و غیره را به منطقه‌ای که قصد استعمار آن را دارد، اعزام می‌کند و تا جایی که امکان دارد مردم آن منطقه را به دین کاتولیک درمی‌آورد؛ هنگامی که کاتولیک در منطقه به حد کافی گسترش پیدا کرد، ارتش امپراتوری اسپانیا به محل فرستاده شده و با همکاری نوکیشان مسیحی، منطقه به استعمار اسپانیا در می‌آید.» همچنین او بیان کرد که: «اگر دولت انگلستان به‌جای ایه‌یاسو بود، اجازه نقشه‌برداری از سواحل خود را به اسپانیا نمی‌داد؛ زیرا این امر شناسایی محل مناسب را برای حمله اسپانیا هموار خواهد کرد.» : ۳۴  اطلاعاتی که به اسپانیا رسیده بود، این بود که ایه‌یاسو که از افزایش تعداد مسیحیان احساس خطر می‌کرد، مسیحیت را ممنوع کرده بود و حمل و نقل متوقف شد. ایه‌یاسو تجارت و تبلیغ را دو چیز متفاوت می‌دانست. با این حال، اسپانیا که این دو را جدایی‌ناپذیر می‌دید، با ممنوعیت مسیحیت، مذاکرات را به یک لوح سفید برگرداند. در ۱ ژوئن ۱۶۱۶، ایه‌یاسو در سن ۷۵ سالگی درگذشت. شوگون دوم، توکوگاوا هیده‌تادا که جانشین پدرش ایه‌یاسو شد، سیاست خارجی او را تغییر داد. هیده‌تادا که بیشتر از ایه‌یاسو نسبت به مسیحیت محتاط بود، نگران بود که برخی از بازرگانان تبلیغ دینی را ترویج کنند؛ بنابراین، تجارت با اروپا را محدود کرد. ژاپن سرانجام در سال ۱۶۲۴، به روابط دیپلماتیک خود با اسپانیا پایان داد و کشتی‌های اسپانیایی از ورود به بندرهای ژاپنی منع شدند.

### تأسیس کمپانی هند شرقی هلند در ژاپن

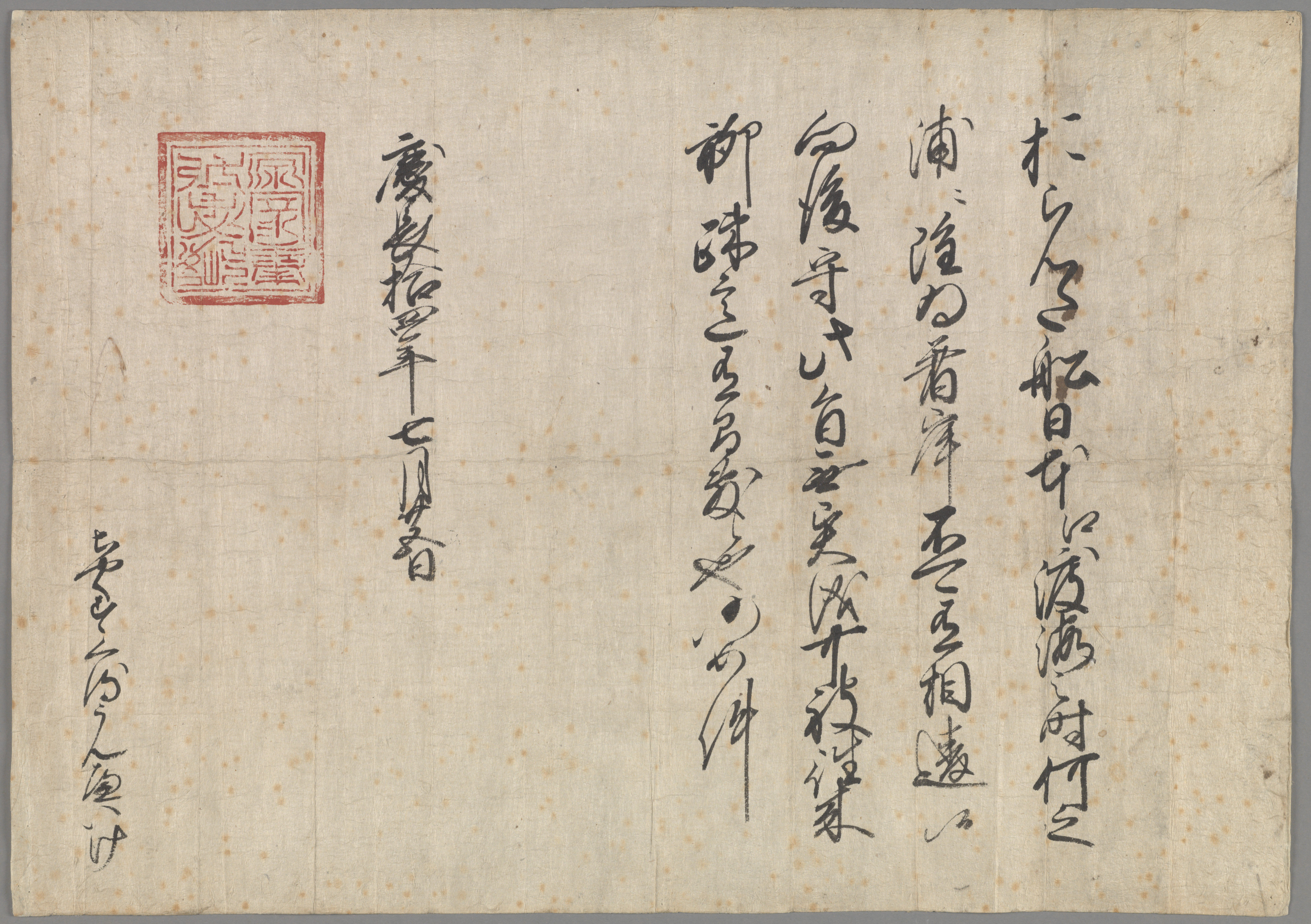
«گذرنامه تجاری» (به هلندی: handelspas) صادر شده به نام توکوگاوا ایه‌یاسو که در آن آمده: «کشتی‌های هلندی مجاز به سفر به ژاپن هستند و می‌توانند در هر ساحلی بدون هیچ‌گونه اطلاع قبلی از کشتی پیاده شوند. از این پس، این مقررات باید رعایت شود و هلندی‌ها آزاد هستند تا به هر کجا که می‌خواهند در سراسر ژاپن حرکت کنند. هیچ تخلفی وجود ندارد. مانند موارد قبلی به آن‌ها اجازه داده خواهد شد.» - به تاریخ ۲۴ اوت ۱۶۰۹ (سال ۱۴ کیچو، ماه هفتم، روز ۲۵)

ایه‌یاسو نه تنها اجناس خارجی را در ژاپن جمع‌آوری می‌کرد، بلکه با استفاده از آنها خود، فنون و فرهنگ‌های خارجی را نیز آموخت. بسیاری از این اقلام با نقره که در آن زمان ارز جهانی بود، خریداری می‌شد. ایه‌یاسو معدن‌های نقره را یکی پس از دیگری به منظور برداشت نقره توسعه داد. گفته می‌شود که میزان تولید نقره در آن زمان یک سوم تولید جهان را به خود اختصاص داده بود. به این ترتیب کشتی‌های زیادی از اروپا و آسیای جنوب شرقی به ژاپن آمدند. به نظر می‌رسید که ایه‌یاسو در تجارت با کشورهای خارجی به آرامی در حال پیشرفت است. با این حال، ژاپن در یک مخمصه بزرگ گرفتار شده بود. علت آن مشکلی در اطراف ابریشم خام بود که در آن زمان به واردات وابسته بود. در اواخر دوره سنگوکو، اربابان فئودال و زنان ثروتمند شروع به پوشیدن پارچه‌های ابریشمی باکیفیت از ابریشم خام چینی کردند. در نتیجه، تقاضا برای ابریشم خام افزایش یافت و در آن زمان بیشترین سهم از کل واردات ژاپن را به خود اختصاص داده بود. پس از حادثه نینگبو در سال ۱۵۲۳، چینی‌ها تجارت مستقیم با ژاپن را ممنوع کردند و پرتغالی‌ها این خلاء تجاری را به عنوان واسطه بین چین و ژاپن پر کردند.
تجارت ابریشم خام در ژاپن در انحصار پرتغال بود که پایگاهی در چین ایجاد کرده بود. آن‌ها آن را با قیمت‌های بالا می‌فروختند و باعث کسری تجاری جدی ژاپن شده بودند. ایه‌یاسو برنامه‌ای برای غلبه بر این بحران طراحی کرد. او در نظر داشت که با وارد کردن هلند به تجارت ابریشم خطر انحصار و خطر افزایش قیمت‌ها را کاهش دهد. با تجارت آزاد نخستین چیزی که اتفاق می‌افتد، رقابت است؛ رقابت بین دو کشور، ژاپن را از نظر اقتصادی در موقعیت بهتری قرار می‌داد. اگرچه آدامز ایه‌یاسو را به تجارت با هلندی‌ها و انگلیسی‌ها تشویق کرد اما ایجاد تجارت هلندی و تجارت بریتانیا به وضوح ابتکار خود ایه‌یاسو برای از بین بردن انحصار تجاری پرتغال بود و نتیجه مهارت‌های آدامز به عنوان یک مذاکره‌کننده نبود.
در سال ۱۶۰۴، ایه‌یاسو یاکوب کوارناک و ملخیور فان سانتفورت دو تن از همراهان آدامز را به پادشاهی پاتانی در جنوب شرقی آسیا فرستاد. او به آن‌ها دستور داد در آنجا با کارخانه کمپانی هند شرقی هلند که به تازگی در سال ۱۶۰۲ تأسیس شده بود، به منظور گسترش تجارت غرب با ژاپن و شکستن انحصار تجاری پرتغالی‌ها وارد گفتگو شوند. در سال ۱۶۰۵، آدامز از ایه‌یاسو مجوزی گرفت که به‌طور رسمی هلندی‌ها را برای تجارت با ژاپن دعوت می‌کرد.
به دلیل درگیری با پرتغالی‌ها و منابع محدود در آسیا، هلندی‌ها تا سال ۱۶۰۹ قادر به ارسال کشتی به ژاپن نبودند. دو کشتی هلندی به فرماندهی ژاک اسپکس، یکی با ۱۹ توپ و دیگری با ۲۶ توپ از هلند فرستاده شدند و در ۲ ژوئیه ۱۶۰۹ به ژاپن رسیدند. آن‌ها حاملان رسمی نامه‌ای از ماوریتس، شاهزاده اورانژ به شوگون در ادو بودند. آدامز به نمایندگی از ژاپن با این فرستادگان مذاکره کرد. تلاش‌های آدامز منجر به برقراری روابط دیپلماتیک با هلند شد. هلندی‌ها حقوق تجارت آزاد را در سراسر ژاپن به دست آوردند و در ۲۴ اوت ۱۶۰۹، یک پایگاه تجاری هلندی در هیرادو ایجاد شد.
هلندی‌ها اکنون [در ژاپن] مستقر شده‌اند و من به آن‌ها امتیازی دادم که اسپانیایی‌ها و پرتغالی‌ها هرگز نتوانستند در این ۵۰ یا ۶۰ سال در ژاپن به دست آورند.— از نامه‌های آدامز
کشتی‌های هلندی بارگیری‌شده با ابریشم خام تقریباً هر سال به پست تجاری هلند در هیرادو می‌رسند و انحصار پرتغال در منطقه شروع به از بین رفتن کرد. هلندی‌ها توانستند «گذرنامه تجاری» خود را در هیرادو و سپس در دجیما در ناگاساکی در طی دو سده بعد که در ژاپن فعالیت می‌کردند، حفظ کنند.

### گشایش تجارت با انگلستان

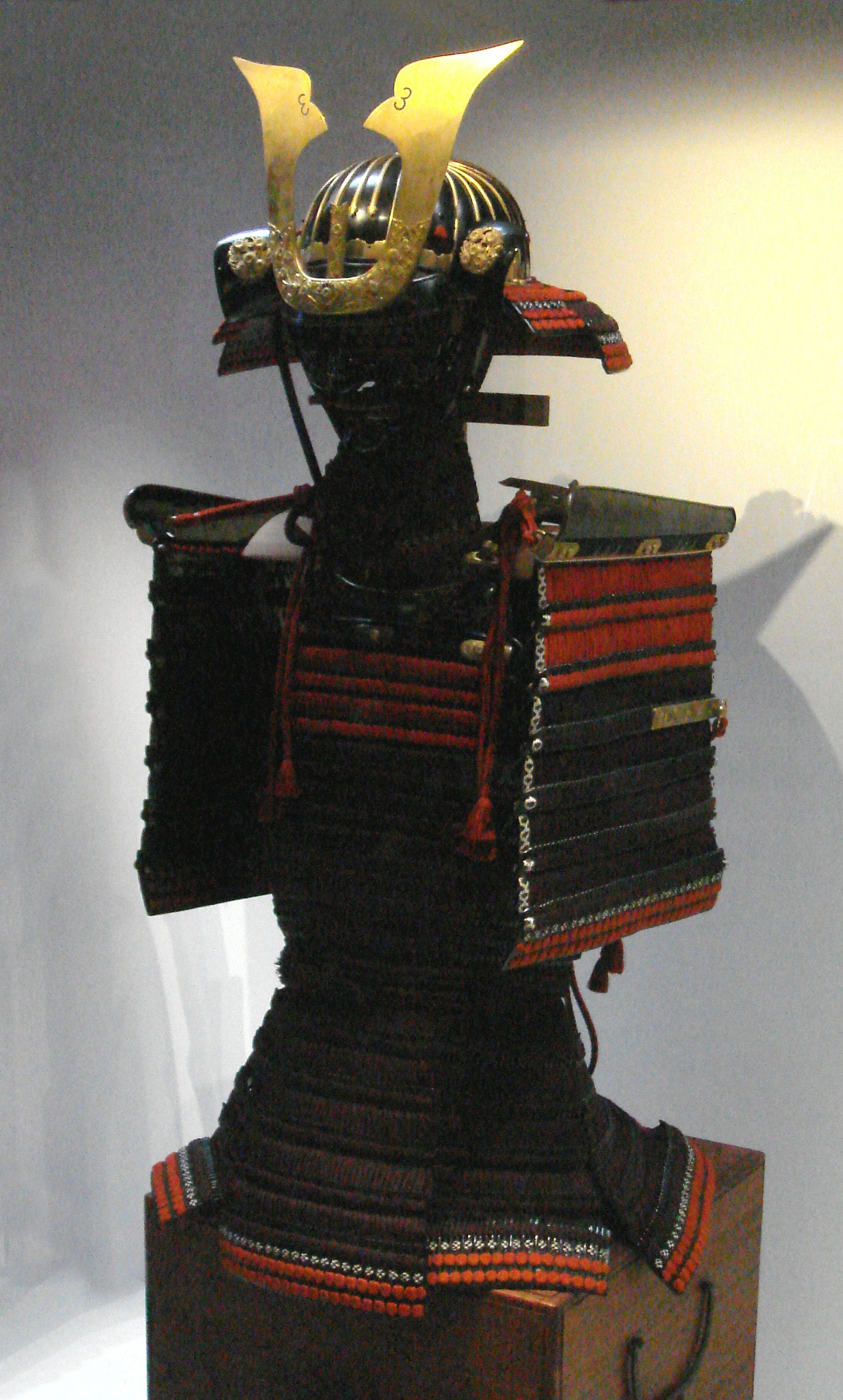
یکی از دو زره‌ای در که در ۱۶۱۳، از طرف توکوگاوا هیده‌تادا به جان ساریس سپرده شد تا آن را به‌عنوان هدیه به جیمز یکم تحویل دهد.

در سال ۱۶۱۱، آدامز از وجود یک سکونتگاه انگلیسی در سلطان‌نشین بانتن، در اندونزی امروزی مطلع شد. او به آن‌ها نامه نوشت و از آن‌ها خواست که اخبار او را به خانواده و دوستانش در انگلستان برسانند و آنان را به تجارت با ژاپن دعوت کرد.
در سال ۱۶۱۳، ناخدای انگلیسی جان ساریس (۱۵۷۹؟ - ۱۶۴۳) با کشتی «کلو» وارد هیرادو شد و قصد داشت یک منطقه تجاری برای کمپانی هند شرقی بریتانیا تأسیس کند. کمپانی هند شرقی هلند قبلاً یک منطقه تجاری مهم در هیرادو داشت. آدامز به جان ساریس که نخستین فرستاده رسمی انگلیس بود، برای مذاکره او با ایه‌یاسو کمک کرد و انگلیس نیز توانست درست مانند هلندی‌ها یک پست تجاری در هیرادو ایجاد کند. از این رو، می‌توان گفت که آدامز در روابط بریتانیا و هلند با ژاپن نقش مهمی ایفا کرد. در هنگام بازگشت ساریس به انگلستان امکان همراهی با او برای آدامز وجود داشت اما او به میل خود از سوار شدن در کشتی درحال بازگشت به انگلستان احتمالاً به دلیل اختلاف با ساریس خودداری کرد.
آدامز با ساریس به ولایت سوروگا سفر کرد، جایی که در ماه سپتامبر با ایه‌یاسو در اقامتگاه اصلی خود ملاقات کردند. انگلیسی‌ها سفر را به کاماکورا، کاناگاوا ادامه دادند و در آنجا از معبد کوتوکو-این بازدید کردند. (دریانوردان نام خود را که بر روی تندیس بودا که در سال ۱۲۵۲ ساخته شده بود، حک کردند) آن‌ها راه خود را به ادو ادامه دادند؛ جایی که با پسر ایه‌یاسو توکوگاوا هیده‌تادا که اسماً شوگون بود، ملاقات کردند. اگرچه، ایه‌یاسو همچنان اختیار تصمیم‌گیری را حفظ کرده بود. هیده‌تادا به ساریس دو زره برای فرستادن به جیمز یکم هدیه داد. از سال ۲۰۱۵، یکی از این زره‌ها در برج لندن و دیگری در موزه اسلحه‌های سلطنتی، واقع در لیدز به نمایش گذاشته شده است. در جلسه دیگری در سونپو (محل زندگی ایه‌یاسو) ایه‌یاسو با او دیدار کرد و با دادن مجوز شوئین سن (مهر قرمز) و مجوز رایگان برای اقامت، خرید، فروش و مبادله در ژاپن را به انگلیسی‌ها امتیاز داد.
نمونه‌ای از آنچه آدامز نتوانست انجام دهد، پیشنهاد جذب اوراگا برای تبدیل شدن به یک بندر تجاری بود. در آن زمان ایه‌یاسو به گسترش تجارت با اسپانیا فکر می‌کرد و در نظر داشت بندر اوراگا را باز کند و یک مسیر تجاری ایجاد کند که آکاپولکو درمکزیک، اوراگا و مانیل را به هم متصل کند. شاید به خاطر همین ایده، ایه‌یاسو قلمرو همی نزدیک اوراگا را به آدامز داد. پس از اینکه هندریک بروور، مدیر پست تجاری هیرادو هلند، در سال ۱۶۱۲ با ایه‌یاسو و هیده‌تادا دیدار و گفتگو داشت، آدامز او را به اوراگا برد و به او فرصت داد تا لنگرگاه را بازرسی کند. با این حال، هندریک بروور ترغیب آدامز را نپذیرفت و از انتقال پست تجاری به اوراگا امتناع کرد؛ به این دلیل که قبلاً یک پست تجاری در هیرادو ساخته بود. این بازدید برای جذب شهر اوراگا برای ساریس نیز انجام شد. ساریس که در پاسخ به دعوت پرشور آدامز به بازدید اوراگا رفت، در دفتر خاطرات خود نوشت که: «اوراگا بندری بهتر از هیرادو بود.» با این حال، در ۲۶ نوامبر ۱۶۱۳، پس از بحث در کمیته‌ای متشکل از مقام‌های تجاری، ساریس تصمیم گرفت تا پست تجاری بریتانیا را در هیرادو تأسیس کند. در نتیجه، برنامه ایه‌یاسو برای توسعه اوراگا به عنوان یک بندر بین‌المللی، علی‌رغم تلاش‌های جدی آدامز برای جلب نظر هلندی‌ها و بریتانیایی‌ها، محقق نشد. ایجاد پست تجاری هیرادو توسط شرکت‌های هلندی و انگلیسی، تأثیر عمده‌ای بر روابط بعدی ژاپن–هلند و ژاپن–بریتانیا گذاشت. به این دلیل که به نظر می‌رسید ایجاد یک پست تجاری در اوراگا، که در نزدیکی ادو قرار داشت، سودمندتر بود. اگر اوراگا پایگاه آن‌ها بود، آن‌ها می‌توانستند بدون دخالت ارباب هیرادو یا قاضی ناگاساکی، مستقیماً با شوگون‌سالاری ارتباط برقرار کنند. علاوه بر این، به دلیل دوری بسیار هیرادو، از ادو، نفوذ این دو شرکت بر شوگون‌سالاری بسیار محدود بود. حدس زده می‌شود که این انتخاب مکان یکی از دلایل تعطیلی و خروج پست تجاری انگلیس از ژاپن در سال ۱۶۲۳ بوده است.

### هشدار به ژاپن در مورد مذهب کاتولیک و قدرت‌های استعماری
پرتغال و اسپانیا هر دو کشوری در شبه‌جزیره ایبریا بودند که از نظر مسیحیان باید از فاتحان مسلمان پس گرفته می‌شدند. در سال ۱۱۳۹، پرتغال به عنوان یک پادشاهی تأسیس شد. این درگیری‌ها با مسلمانان بسیاری از رهبران پرتغالی را بر آن داشت تا جنگ‌های صلیبی و مسیحی کردن جهان را به عنوان اهداف مهمی در نظر بگیرند. پاپ به پرتغال و اسپانیا اجازه داده بود در ازای گسترش مسیحیت جهان را به دو قسمت بین خود تقسیم کنند. بر اساس این دستور، هر دو کشور موظف شدند در ازای داشتن مستعمره در سراسر جهان، مبلغان را اعزام کرده و ساختن کلیساها را در نقاط مختلف انجام دهند. مبلغان همواره در کشتی‌های تجاری پرتغالی و اسپانیایی بودند و برای تبلیغ در سرزمین‌های جدید اجازه می‌خواستند. آن‌ها تجارت را فقط با مناطقی شروع می‌کردند که به آن‌ها اجازهٔ کار تبلیغی را می‌داد. وقتی آنان به ژاپن آمدند، به عنوان شرط تجارت، اجازه انتشار مسیحیت را خواستند. اربابان مختلف فئودال کار تبلیغی مسیحی را به منظور تجارت با کشتی‌های نانبان تأیید کردند؛ بنابراین، مسیحیت به‌طور انفجاری در اواخر دوره سنگوکو گسترش یافت و به‌طور تخمینی بین ۲ تا ۴ درصد از جمعیت ۱۲ میلیونی ژاپن به مسیحیت گرویدند.
پرتغالی‌ها سفرهای اکتشافی را رهبری می‌کردند. بسیاری از اهداف آنها علاوه بر جستجوی طلا و ادویه‌جات، جهت‌گیری مذهبی داشت. کسانی که کاوشگران را با تنها کار تبدیل مردم محلی به مسیحیت همراهی می‌کردند، مبلغ مذهبی نامیده می‌شدند. حضور مبلغان پرتغالی در ژاپن یکی از سیاسی‌ترین مأموریت‌های آنها بود. هم اسپانیا و هم پرتغال مایل بودند که مسئول کار تبلیغی در ژاپن باشند. پاپ گریگوری سیزدهم در سال ۱۵۷۵، حق انحصاری تجارت با ژاپن را به پرتغال داد اما این حق توسط پاپ کلمنت هفتم در سال ۱۶۰۰، هنگامی که اسپانیایی‌ها اجازه ورود به ژاپن را پیدا کردند، از بین رفت.
پرتغالی‌ها و دیگر دسته‌های کاتولیک مذهب در ژاپن، به آدامز پروتستان مذهب به‌عنوان یک رقیب نگاه می‌کردند. پس از اینکه قدرت آدامز رو به رشد گذاشت، یسوعیان سعی کردند او را به کیش خود دربیاورند و سپس به او پیشنهاد کردند که مخفیانه او را با یک کشتی پرتغالی از ژاپن خارج کنند. تمایل یسوعی‌ها به نافرمانی از دستور ایه‌یاسو از منع آدامز از ترک ژاپن نشان می‌داد که آن‌ها از نفوذ رو به رشد آدامز واهمه داشتند. کشیش‌های کاتولیک اظهار می‌کردند که آدامز در تلاش است تا آن‌ها را بی‌اعتبار کند. در سال ۱۶۱۴، مبلغ پرتغالی یسوعی، والنتیم کاروالیو در نامه سالانه خود به پاپ، ضمن شکایت از آدامز و تجار دیگر نوشت:
«به‌خاطر تهمت‌های نادرستی که [آدامز و دیگران] مطرح کرده‌اند، واعظان ما مورد سوء ظن قرار گرفته‌اند. او (ایه‌یاسو) از ما واهمه پیدا کرده و به راحتی بر این باور است که واعظان ما بیش از ایمان مقدس در پی جاسوسی در کشور او هستند…»
آدامز ظاهراً به ایه‌یاسو در مورد روش‌های نفوذ اسپانیایی‌ها هشدار داده بود پس از حادثه اوکاموتو دایهاچی، توکوگاوا ایه‌یاسو تحت‌تأثیر مشاوره‌های کاتولیک‌ستیزی آدامز و تئوری‌های توطئه یسوعی، در حالی که بیشتر از دسیسه‌های سامورایی‌ها و دایمیوهایی که نوکیشان کاتولیک بودند نگران بود، در سال ۱۶۱۴ در نهایت تصمیم به ممنوعیت مذهب کاتولیک گرفت. ایه‌یاسو در مورد حملهٔ احتمالی توسط قدرت‌های استعماری از طریق شبه‌جزیره ایبریا، مشابه آنچه قبلاً در اسپانیای نو (قاره آمریکا) و فیلیپین رخ داده بود، نگران بود. آدامز پس از سال ۱۶۰۹ در ایجاد تجارت انگلیسی و هلندی کیوشو در جنوب ژاپن تحت حمایت ایه‌یاسو نقش اساسی داشت. بازرگانان چینی بسیاری نیز در کیوشو فعال بودند که نقض ممنوعیت تجارت دودمان مینگ با ژاپن بود و تا اواسط دهه ۱۶۱۰ تجارت با کره و با پادشاهی ریوکیو (استان اوکیناوای امروزی) از سر گرفته شد؛ بنابراین، دیگر نیازی به تحمل فعالیت تبلیغی کاتولیک برای ایه‌یاسو وجود نداشت؛ زیرا او آن را تنها به عنوان یک شرط تحمیلی برای تجارت می‌دانست.
در سال ۱۶۱۵، فرستاده‌ای از طرف نایب‌السلطنه اسپانیای نو برای ساخت یک قلعه اسپانیایی، خواستار قرض گرفتن زمین شد و این موضوع موجب سوءظن عمیق‌تر ژاپنی‌ها دربارهٔ مذهب کاتولیک و قدرت‌های استعماری در شبه‌جزیره ایبریا شد. در ۱۶۱۴ بیانیهٔ «اخراج همه مبلغان از ژاپن»، تحت نام شوگون دوم توکوگاوا هیده‌تادا (حکومت ۱۶۰۵–۱۶۲۳) صادر شد. سرانجام، شوگون‌سالاری توکوگاوا در اواسط سده ۱۷ خواهان اخراج همهٔ مبلغان اروپا و اجرای حکم اعدام برای تمام نوکیشان مسیحی شد.

## مشارکت در تجارت‌های آسیایی

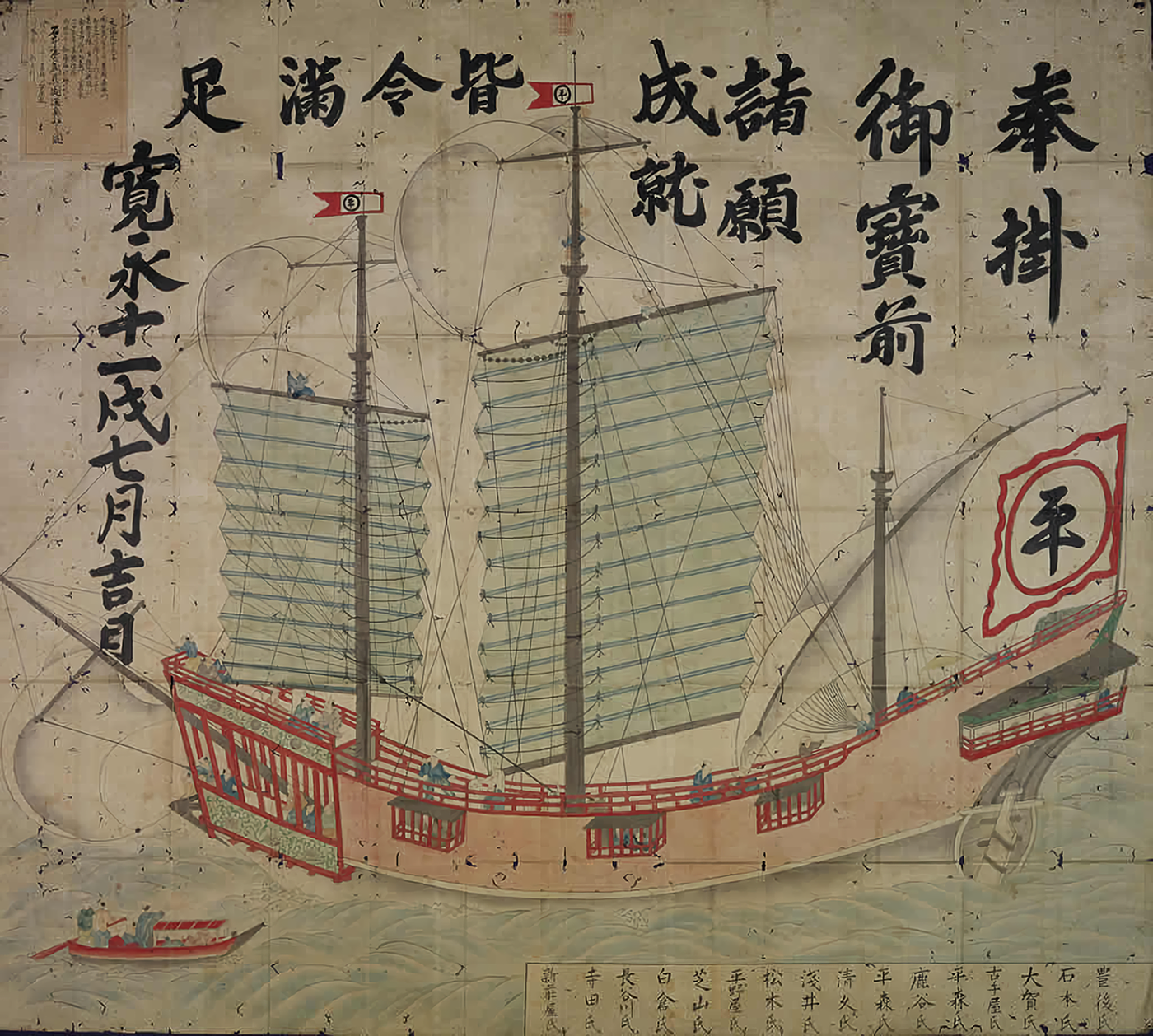
یک شوئین سن ژاپنی یا کشتی دارای مجوز تجارت مورد استفاده برای تجارت آسیایی، اثر یک هنرمند ناشناس در سال ۱۶۳۴.

در سال ۱۶۱۴، آدامز می‌خواست برای تقویت فعالیت‌های شرکت انگلیسی و وضعیت نقدی آن، یک سفر تجاری به تایلند را سازماندهی کند. او یک کشتی جانک ۲۰۰ تنی ژاپنی را برای شرکت خرید و آن را تعمیر کرد و نام آن را به «ماجراجویی دریایی» تغییر داد. او حدود ۱۲۰ ملوان و بازرگان ژاپنی و چند تاجر چینی، یک تاجر ایتالیایی و یک تاجر کاستیلی (اسپانیایی) را استخدام کرد. این کشتی پربار در نوامبر ۱۶۱۴ حرکت کرد. بازرگانان ریچارد ویکهام و ادموند سایرز از کارکنان کارخانه انگلیسی نیز در این سفر به او پیوستند. این کشتی در نزدیکی جزایر ریوکیو (امروزه استان اوکیناوا) با طوفان مواجه شد و از ۲۷ دسامبر ۱۶۱۴ تا مه ۱۶۱۵ مجبور شد برای تعمیر در آنجا توقف کند. سرانجام، در ژوئن ۱۶۱۵ بدون انجام هیچ تجارتی به ژاپن بازگشت.
بار دیگر در نوامبر ۱۶۱۵ آدامز هیرادو را به مقصد آیوتایا در سیام با کشتی «ماجراجویی دریایی» بازسازی‌شده ترک کرد و قصد داشت درخت ساپان را برای فروش مجدد در ژاپن به‌دست آورد. محموله او عمدتاً نقره (۶۰۰ پوند) و کالاهای ژاپنی و هندی فروخته‌نشده از سفر قبلی بود. کمتر از یک هفته پیش از بازگشت آدامز، ایه‌یاسو مرده بود. آدامز کوکز و ایتون را در قلعه ادو همراهی کرد تا هدایایی از شرکت به حاکم جدید توکوگاوا هیده‌تادا ارائه کند. اگرچه به نظر می‌رسید مرگ ایه‌یاسو باعث تضعیف نفوذ سیاسی آدامز شده است اما هیده‌تادا با حفظ امتیازات تجاری انگلیسی موافقت کرد. او همچنین یک مجوز جدید مهر قرمز (شواینجو) برای آدامز صادر کرد که به او اجازه داد تا به فعالیت‌های تجاری در خارج از کشور تحت حمایت شوگون ادامه دهد. موقعیت او به عنوان «هاتاموتو» نیز تمدید شد.
در سال ۱۶۱۷، در اسناد ژاپنی یک مالک کشتی شوئین سن (کشتی دارای مجوز بازرگانی) ۵۰۰ تنی ثبت شده است. در مارس ۱۶۱۷، آدامز با خرید یک کشتی جانک که سایرز از سیام آورده بود، به سمت کوچین چین حرکت کرد و نام این کشتی را به «هدیه خدا» تغییر داد. سرانجام، در سال ۱۶۱۸، آدامز آخرین سفر اکتشافی تجاری خود را از کوچین چین به تونکین (مدرن ویتنام)، انجام داد.

## خانواده
آدامز در ۲۰ اوت ۱۵۸۹ با مری هین در کلیسای محلی سنت دانستان، استپنی، ازدواج کرد. آنها با هم دو فرزند داشتند، یک پسر جان و یک دختر دلیورنس. پس از سفر آدامز به ژاپن، مری هین مجبور شد لایم هاوس را ترک کند و مدتی تهیدست شد؛ اگرچه، در سال ۱۶۱۵ بخشی از دستمزد آدامز را از کمپانی هند شرقی دریافت کرد. مری در سال ۱۶۲۰ در گیلینگهام، کنت درگذشت. دلیورنس در ۳۰ سپتامبر ۱۶۱۸ با دریانوردی به نام «راف گودچایلد» اهل رتکلیف در سنت دانستان، استپنی ازدواج کرد. آنها صاحب دو دختر شدند.
موقعیت آدامز این امکان را به او داد تا با یک زن ژاپنی که نام او در منابع اولیه ذکر نشده است و امروزه در رمان‌ها به نام «اویوکی» شهرت پیدا کرده است، دخترخواندهٔ ماگومه کاگه‌یو ازدواج کند. او یک کارمند بزرگراه بود که مسئول تبادل اسب در یکی از جاده‌های بزرگ امپراتوری بود که به ادو (تقریباً توکیو امروزی) منتهی می‌شد. اگرچه ماگومه شخصیتی مهم بود اما اویوکی اصالتی نداشت و از جایگاه اجتماعی بالایی برخوردار نبود. آدامز ممکن است از روی محبت و نه به دلایل اجتماعی ازدواج کرده باشد. آدامز و اویوکی صاحب یک پسر به نام «جوزف» و یک دختر به نام «سوزانا» شدند. با این وجود آدامز پس از سال ۱۶۱۳ از طریق شرکت‌های انگلیسی و هلندی برای خانواده‌اش در انگلستان پرداخت‌های مالی و حمایتی منظم می‌فرستاد. گفته می‌شود که یک زن ژاپنی دیگر در هیرادو نیز فرزندی از آدامز به دنیا آورد.

## مرگ و میراث خانوادگی
آدامز در ۱۶ مه ۱۶۲۰ در هیرادو، در شمال ناگاساکی در سن ۵۵ سالگی درگذشت. او در ناگاساکی به خاک سپرده شد؛ جایی که نشان قبر او هنوز هم دیده می‌شود. قبر او در کنار بنای یادبود مقدس فرانسیسکو خاویر است. او در وصیت‌نامه خود ثروتش را به‌طور مساوی بین خانواده‌اش در انگلستان و ژاپن تقسیم کرد. : ۷۳  جوزف آدامز نیز مانند پدرش تاجر شد.
ریچارد کوکز رئیس کمپانی هند شرقی بریتانیا در ژاپن نوشته است: «به‌خاطر از دست دادن چنین مردی، بی‌نهایت متأسفم. او چنان مورد علاقه دو امپراتور ژاپن (منظورش ایه‌یاسو و پسرش هیده‌تادا است) بود که هیچ مسیحی دیگری در این قسمت از جهان به پای او نمی‌رسد. او همواره آزادانه می‌توانست وارد کاخ آنها شود با دو امپراتور صحبت کند؛ در حالی که بسیاری از اربابان ژاپن در بیرون ایستاده بودند و نمی‌توانستند اجازه ورود داشته باشند.» در سال ۱۶۲۳، منطقه تجاری انگلیسی در هیرادو توسط کمپانی هند شرقی منحل شد.
در سال ۱۶۳۵، توکوگاوا ایه‌میتسو، حکم ساکوکو را برای بستن ژاپن در برابر تجارت خارجی اعمال کرد. پس از آن، دو فرزند آدامز، جوزف و سوزانا، هر دو از سوابق تاریخی ناپدید شدند.
آدامز یک بنای یادبود و قبری نمادین در محل اقامت خود در همی در پارک تسوکایاما دارد که از یک جفت «هوکیواینتو» (مناره) تشکیل شده است. یادبودی از سنگ توف در سمت راست یادبود آدامز است و یادبود ساخته شده از سنگ آندزیت در سمت چپ قبر همسرش است. بناهای یادبود توسط خانواده وی بنا به وصیت وی ساخته شد. این مکان در سال ۱۹۲۳ به عنوان یک بنای تاریخی ملی تعیین شد.

### آنالیز بقایای اسکلتی
چند سال بعد از مرگ آدامز گورستان خارجی‌ها ویران شد و شوگون‌سالاری توکوگاوا مسیحیان را تحت پیگرد قانونی قرار داد. در دوره شووا و در سال ۱۹۳۱، بقایای اسکلتی برای نخستین بار کشف شد که گمان می‌رفت مربوط به آنجین باشد اما به دلیل محدودیت‌های تکنولوژیکی در آن زمان توان تأیید این فرض وجود نداشت. بقایای این جنازه در یک کوزه خاکسپاری سرامیکی قرار گرفت و در جایی که کشف شده بود، دوباره دفن شد.
در ژوئیه ۲۰۱۷، حفاری در پارک یادبود ویلیام آدامز در تپه ساکیگاتا، هیرادو آغاز شد. در سال ۲۰۱۹، باستان‌شناسان ژاپنی کشف استخوان‌هایی را اعلام کردند که گمان می‌رود استخوان‌های متعلق به آدامز در این مکان باشد. این بقایا با توصیف سال ۱۹۳۱ مطابقت دارند. بررسی دی‌ان‌ای میتوکندریایی استخوان‌ها نشان می‌دهد که متعلق به تک‌گروه دی‌ان‌ای H است که امروزه عمدتاً در اروپا یافت می‌شود. از طرف دیگر تجزیه و تحلیل‌های ژنتیکی جنبه‌هایی مانند عادات غذایی و همچنین سبک تدفین نشان می‌داد که با آنجین (آدامز) منطبق است. در آوریل ۲۰۲۰، دانشگاه توکیو آزمایش‌های پزشکی قانونی روی استخوان‌ها انجام داد و تأیید کرد که به احتمال زیاد متعلق به ویلیام آدامز است. تأیید هویت بقایای جسد ممکن است با داده‌های دی‌ان‌ای از بستگان زنده آدامز امکان‌پذیر باشد. با این حال، حتی اگر بستگان زنده شناسایی شوند، احتمالاً معادل حدود هشت نسل تفاوت ژنتیکی بین آنها و آدامز وجود دارد؛ بنابراین ممکن است شباهت‌های کافی برای اثبات وجود چنین رابطه‌ای با اطمینان کافی وجود نداشته باشد.

## ارزیابی

یک نقاشی در ۱۹۳۴ میلادی که ظاهر خیالی آدامز را به تصویر می‌کشد.

ویلیام آدامز به عنوان یکی از تأثیرگذارترین خارجی‌ها در دوره ادو در ژاپن شناخته می‌شود.
پس از مرگ ایه‌یاسو، موقعیت ویلیام آدامز به‌طور قابل توجهی تغییر کرد. این به این دلیل بود که هیده‌تادا از دستیاران ایه‌یاسو فاصله گرفت و دستیاران دیگری را منصوب کرد. همچنین قابل ذکر است که او همچنان فنون کشتی‌سازی و ناوبری غربی را تدریس می‌کرد. برای خلاصه کردن قابل توجه‌ترین دستاوردهای آدامز، دو نکته دیپلماتیک وجود دارد: ایجاد تجارت آزاد بین هلندی‌ها و بریتانیایی‌ها در ژاپن، و حذف قدرت اسپانیا. این پیشینه ارتباط زیادی با درگیری بین انگلستان پروتستان و هلند و اسپانیا و پرتغال کاتولیک در اروپا در آن زمان داشت. از سوی دیگر، طعنه‌آمیز است که توصیه آدامز برای ترویج تجارت آزاد منجر به سرکوب مسیحیان و به عنوان بسط، به سیاست انزوای ملی شد.
آدامز برای ژاپن، مردم و تمدن آن احترام زیادی قائل بود و می‌گفت:

مردم این سرزمین (ژاپن) دارای طبیعت خوب، بیش از حد مؤدب و شجاع در جنگ هستند. عدالت در آنها قوی است و به‌شدت و بدون هیچ‌گونه جانبداری‌ای در مقابل متخلفان از قانون اجرا می‌شود. آنها با تمدنی عالی اداره می‌شوند. منظورم این است که سرزمینی نیست که بهتر از این کشور در جهان توسط سیاست مدنی اداره شود. مردم در دین خود بسیار خرافاتی هستند و عقاید مختلفی هم دارند.

انگلیسی‌ها خاطرنشان کرده‌اند که او لباس ژاپنی می‌پوشید و به راحتی به زبان ژاپنی صحبت می‌کرد. جان ساریس به تمجید آدامز از ژاپن و پذیرش آداب و رسوم ژاپنی اشاره کرده است:
 او به ابراز تمجید و تحسین محبت‌آمیز از ژاپن اصرار می‌ورزد. عموماً در بین ما تصور می‌شود که او یک ژاپنی است!
به گفته نویسنده و کارشناس ادبیات آمریکایی سوزان وایز بائر، ویلیام آدامز یک پروتستان پرشور بود که از کاتولیک‌ها متنفر بود.

## یادبودها

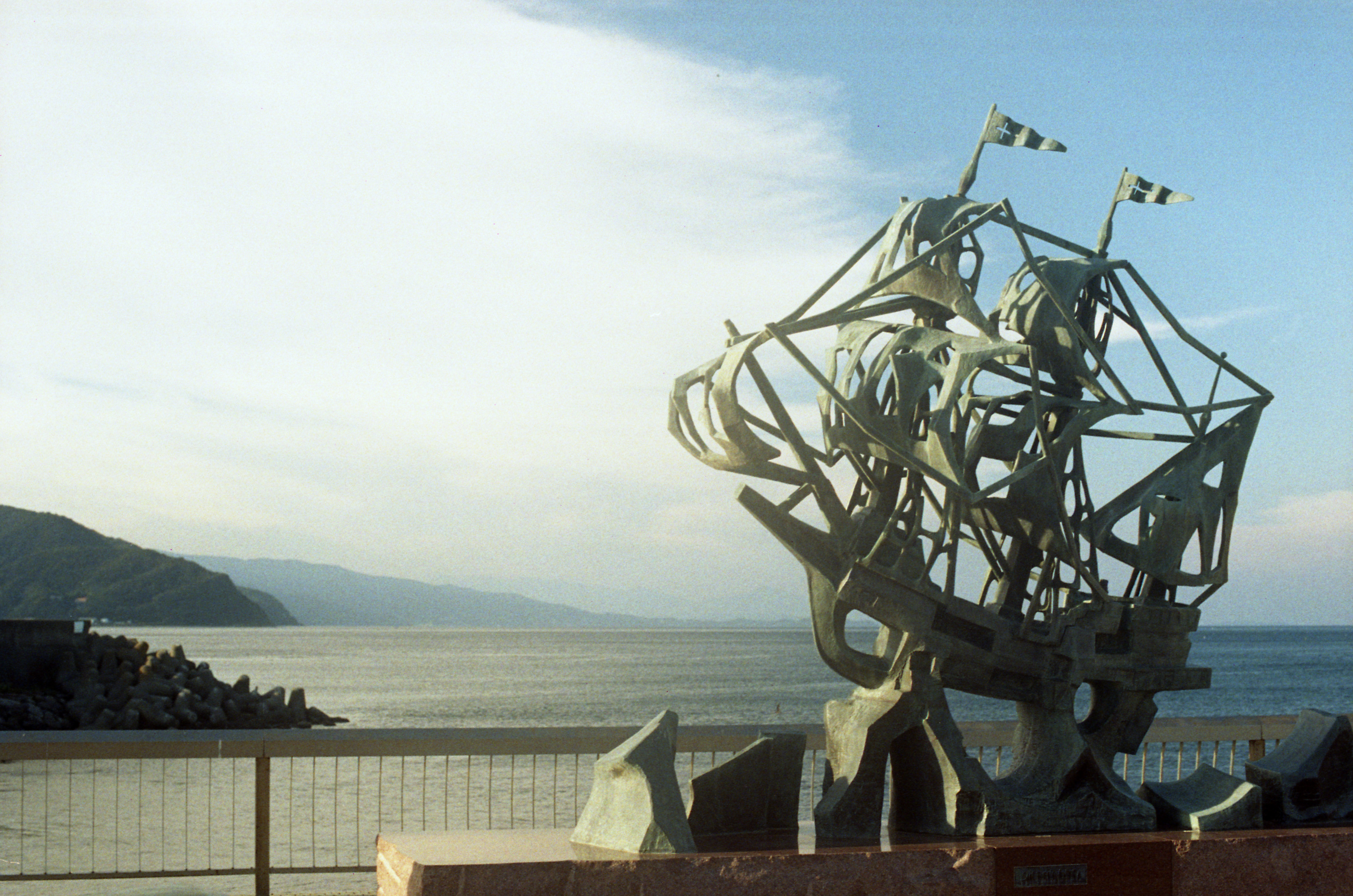
تندیس یادبود کشتی لیفده در «پارک یادبود ویلیام آدامز» در ایتو، شیزوئوکا

- قبلاً محله‌ای در ادو (توکیوی امروزی)، به نام آنجین-چو (در نیهونباشی امروزی) که آدامز خانه‌ای در آنجا داشت، نام‌گذاری شد. محله آنجین-چو دیگر در نیهونباشی وجود ندارد و اکنون با نام «نیهونباشی موروماچی ۱-چومه» شناخته می‌شود. اما در آنجا خیابانی به نام آنجین (نام ژاپنی آدامز) نامگذاری شده است.[۶۰]
- یک ایستگاه آنجینزوکا در نزدیکی ملک فئودالی او در همی در یوکوسوکای امروزی، به نام او نامگذاری شد.[۶۱]
- پارک تسوکایاما در همی جایی که ملک آدامز در آن قرار داشت، در یوکوسوکای امروزی که عنوان یک مکان مشهور تماشای شکوفه‌های گیلاس نیز شناخته می‌شود. هر ساله در طول فصل شکوفه‌های گیلاس یادبودی با عنوان «تماشای شکوفه‌های گیلاس جشنواره میورا آنجین» برای بزرگداشت آنجین برگزار می‌شود.[۶۱]
- در شهر ایتو، شیزوئوکا در استان شیزوئوکا جایی که در آنجا برای نخستین بار دو کشتی به سبک غربی ساخت، جشنوارهٔ «میئورا آنجین» هر ساله در ۱۰ اوت برگزار می‌شود. در کنار دریا در ایتو بنای یادبود آدامز قرار دارد.[۶۱]
- شهر تولد آدامز، گیلینگهام، کنت از سال ۲۰۰۰ هر سپتامبر جشنواره «ویلیام آدامز» را برگزار می‌کند.[۶۲] این شهر با یوکوسوکا که محل زندگی آدامز در توکیو بود، خواهرخواندگی دارد.[۱۵]
- خانه شهری ویل آدامز هنوز در هیرادو در استان ناگاساکی وجود دارد. در حال حاضر، این مکان به یک شیرینی‌فروشی تبدیل شده و به نام «آنجین نو یاکاتا» (خانه آنجین) شناخته می‌شود.[۶۳]

## در فرهنگ عامه

### تصویرها

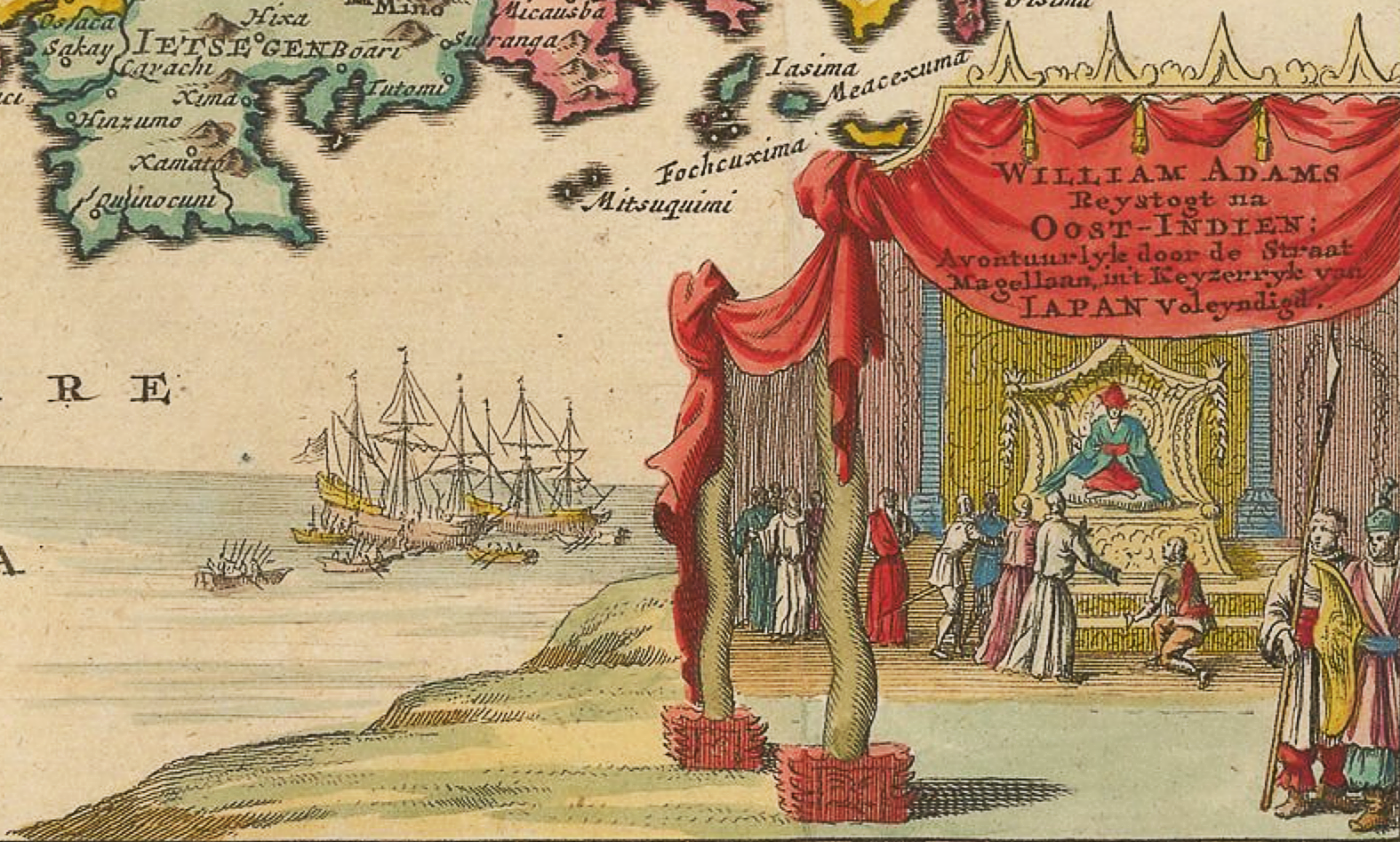
ویلیام آدامز در حال گفت‌وگو با توکوگاوا ایه‌یاسو؛ بخشی از نقشه نقاشی‌شده توسط پیتر فان در آ در سال ۱۷۰۷ میلادی

تصاویری از ویلیام آدامز پس از مرگ او در طول دوره‌های مختلف ظاهر شده است اما هیچ‌کدام در زمان زندگی او — زمانی که کشیدن پرتره کاری گران‌قیمت بود و معمولاً برای نخبگان جامعه محفوظ بود — نقاشی نشده است. پیتر فان در آ (۱۶۵۹–۱۷۳۳) که به دلیل ایجاد نقشه برای جهان در زمان خود مشهور بود، در گوشه‌ای از یک نقشه که از ژاپن در تاریخ ۱۷۰۷ کشیده است، تصویری از ویلیام آدامز در حین گفتگو با توکوگاوا ایه‌یاسو نقاشی کرده است.

### رمان‌ها
آثار داستانی پرشماری بر اساس زندگی ویلیام آدامز وجود دارد.
- ناخدا و شوگون جیمز شرر (۱۹۳۵) مجموعه‌ای از حوادث را بر اساس زندگی آدامز نمایش می‌دهد.[۴۴]
- رابرت لاند آمریکایی دای شی-سان (نیویورک، ۱۹۶۰) را نوشت.[۴۴]
- کتاب ویلیام دالتون به نام ویل آدامز، نخستین مرد انگلیسی در ژاپن: زندگینامه رمانتیک (لندن، ۱۸۶۱)[۴۴] نخستین رمان از زندگی ویلیام آدامز بود. این یک زندگی‌نامه تاریخی دقیق نیست — دالتون هرگز به ژاپن نرفته بود، او به منابع قدیمی تکیه کرده و داستان را تخیلی ساخته است — اما این بازتابی از کلیشه‌های سده ۱۹ بریتانیا از ژاپن است که در سال‌های بلافاصله پس از ورود پری اطلاعات کمی دربارهٔ آن وجود داشت.[۶۵]
- کریستوفر نیکول در ارباب فن طلایی (۱۹۷۳) آدامز را به عنوان فردی که از نظر جنسی در انگلستان ناامید شده و با زندگی در ژاپن آزاد شده است، به تصویر می‌کشد، جایی که او برخوردهای جنسی فراوانی دارد. این رمانی در سبک پورنوگرافی محسوب می‌شود.[۴۴]
- میشل فوکو داستان آدامز را در گفتمان زبان بازگو کرد.[۶۶]
- جیمز کلیول رمان پرفروش خود رمان شوگون (۱۹۷۵) را بر اساس زندگی آدامز ساخت. از این رمان به اشکال مختلف اقتباس شده است.[۶۷] در کتاب کلیول، آدامز با نام جان بلکتورن، به ارباب «یوشی توراناگا» (توکوگاوا  ایه‌یاسو) کمک می‌کند تا تسلط خود را بر ژاپن به دست آورد. «تودا ماریکو»، یک زن نجیب‌زاده مسیحی با الگوبرداری از هوسوکاوا گراشیا واقعی، به عنوان مترجم برای بلکتورن خدمت می‌کند و روابط عاشقانه‌ای (فاقد پایه و اساس تاریخی) را با ملوان ایجاد می‌کند. بسیاری از رویدادهای این رمان با واقعیت‌های تاریخی منطبق نیستند.[۶۸]
- مجموعه کتابی به نام سامورایی جوان دربارهٔ پسر جوان انگلیسی به نام جک فلچر، است که در سواحل ژاپن کشتی او غرق می‌شود. پدر او و خدمه کشتی توسط دزدان دریایی نینجا کشته می‌شوند. جک که توسط استاد شمشیرساز افسانه ای «ماساموتو تاکشی» نجات یافته می‌کند و تنها امید جک برای بقا در سرزمینی بیگانه تبدیل شدن به یک جنگجوی سامورایی است.[۶۹]

### فیلم‌ها

ریچارد چمبرلین در نقش «جان بلکتورن» (نسخه داستانی آدامز) در شوگون (۱۹۸۰)

- در ۱۹۸۰، مینی سریال محبوب تلویزیونی، شوگون (۱۹۸۰) بر اساس رمان شوگون اثر جیمز کلیول پخش شد.[۷۰] کلیول مدیر اجرایی تولید این مینی‌سریال بود که ریچارد چمبرلین در نقش «جان بلکتورن» (نسخه داستانی آدامز) و توشیرو میفونه در نقش ارباب «توراناگا» (نسخه داستانی توکوگاوا ایه‌یاسو)، در این فیلم نقش اصلی را برعهده داشتند.[۶۴]
- در ۲۰۲۴، اف‌ایکس مینی سریال تلویزیونی شوگون (۲۰۲۴) را بر اساس رمان شوگون اثر جیمز کلیول پخش کرد.[۷۱]

### بازی‌ها
- در ۱۹۸۹، شوگون جیمز کلاول یک بازی ویدیویی داستانی است. این سی و سومین بازی ویدئویی است که بر اساس رمان شوگون اثر جیمز کلیول ساخته شده است.[۷۲]
- آدامز همچنین به‌عنوان الگوی قهرمان در سری بازی‌های ویدیویی پلی‌استیشن ۴به نام «نی‌او» (۲۰۱۷) و نی‌او ۲ (۲۰۲۰) حضور دارد؛ البته با عناصر داستانی ماوراء طبیعی و تاریخی. برخلاف ویلیام آدامز تاریخی، بازی او را یک ایرلندی به تصویر می‌کشد. در پایان بازی دوم، مدتی پس از اینکه توانست ماریا اسپانیایی را دستگیر کند، با اوکاتسو ازدواج کرد و صاحب یک پسر انگلیسی–ژاپنی به نام جوزف شد که روحیه نگهبانی مادرش را به ارث برد.[۷۳]
  - این نسخه همچنین در بازی متقاطع جنگجویان، تمام ستارگان جنگجو ظاهر شد.[۷۴]

### موسیقی
- در ۱۹۹۰، شوگون: موزیکال یک تئاتر موزیکال بود که موسیقی آن را پل چیهارا ساخته بود و بر اساس رمان شوگون اثر جیمز کلیول بود.[۷۵]

## منبع‌شناسی